# Lamborghini Huracán
Lamborghini Huracán (tiếng Tây Ban Nha: "cơn bão "; [uɾaˈkan]) là một xe thể thao được nhà sản xuất ô tô Ý Lamborghini sản xuất thay thế cho sản phẩm V10 trước đó, Gallardo. Huracán xuất hiện lần đầu trên toàn thế giới tại Triển lãm ô tô Geneva 2014, và được phát hành trên thị trường vào quý II năm 2014. Ký hiệu LP 610-4 xuất phát từ chiếc xe có công suất 610 mã lực và hệ dẫn động 4 bánh, trong khi LP là viết tắt của "Longitudinale Posteriore", đề cập đến vị trí động cơ ở giữa phía sau.

## Tên
Tên của Huracan (Huracan trong tiếng Tây Ban Nha có nghĩa là bão) được lấy cảm hứng từ một đấu bò Tây Ban Nha. Tên từ những con bò đực chiến đấu trong lịch sử của Tây Ban Nha đã là kế hoạch đặt tên truyền thống của hầu hết các mẫu xe Lamborghini. Huracán là một con bò tót được biết đến với lòng dũng cảm đã chiến đấu vào năm 1879.

## Huracán (2014–2019)

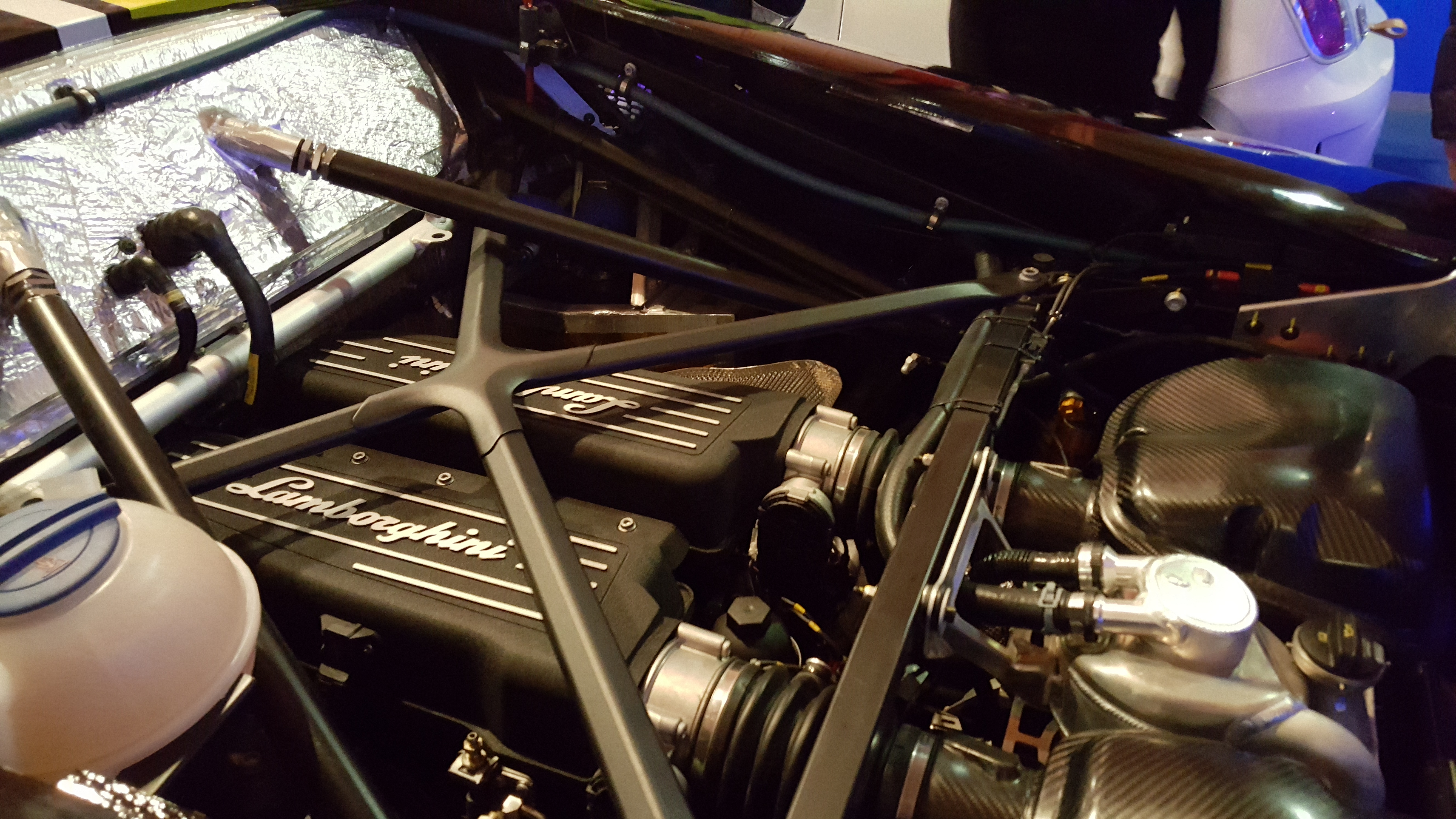
Động cơ Lamborghini V10 được sử dụng trên Huracan GT3

### Thông số kỹ thuật

#### Động cơ
Huracán duy trì động cơ Audi / Lamborghini V10 hút khí tự nhiên 5,2 lít từ Gallardo, được điều chỉnh để tạo ra công suất tối đa 610 PS (449 kW; 602 hp; 610 PS) . Để đảm bảo sự cân bằng và hiệu suất của nó, động cơ của chiếc xe được đặt giữa. Động cơ có cả phun nhiên liệu trực tiếp và phun nhiên liệu đa điểm. Nó kết hợp những lợi ích của cả hai hệ thống này; đây là lần đầu tiên sự kết hợp này được sử dụng trong động cơ V10. Để tăng hiệu quả của nó, động cơ của Huracán cũng bao gồm một hệ thống khởi động-dừng.

#### Hiệu suất
Với khối lượng curb là 1.553 kg (3.424 lb), Huracán LP610-4 có tỷ lệ công suất trên trọng lượng là 2.55 kg mỗi mã lực.

## Phiên bản

### Huracán (2014–2019)

#### Huracán LP 610-4 Coupé (2014–2019)

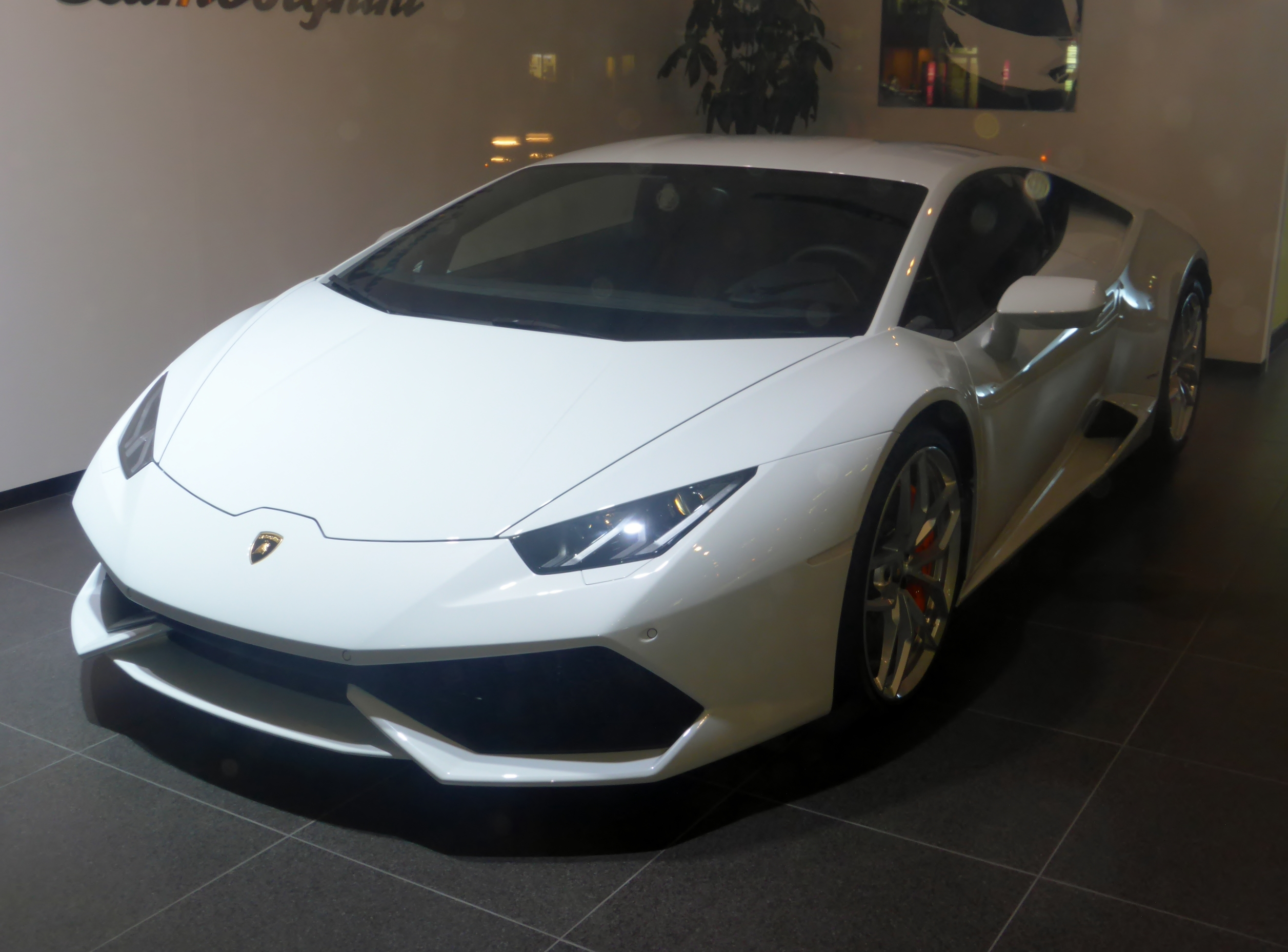
Nhìn từ phía trước Lamborghini Huracán LP 610-4
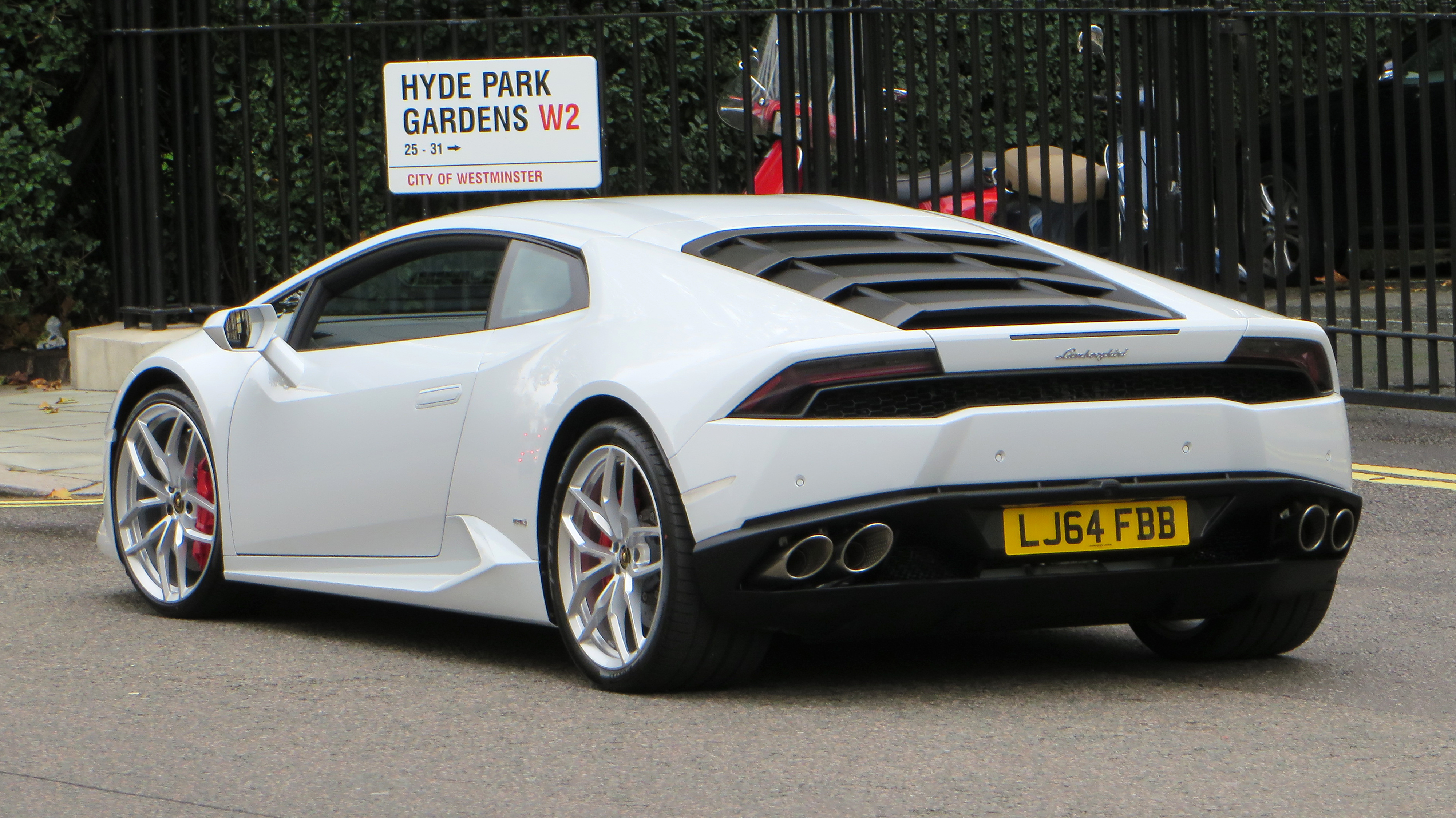
Nhìn từ phía sau Huracán LP610-4

#### Huracán LP 610-4 Spyder (2016–2019)

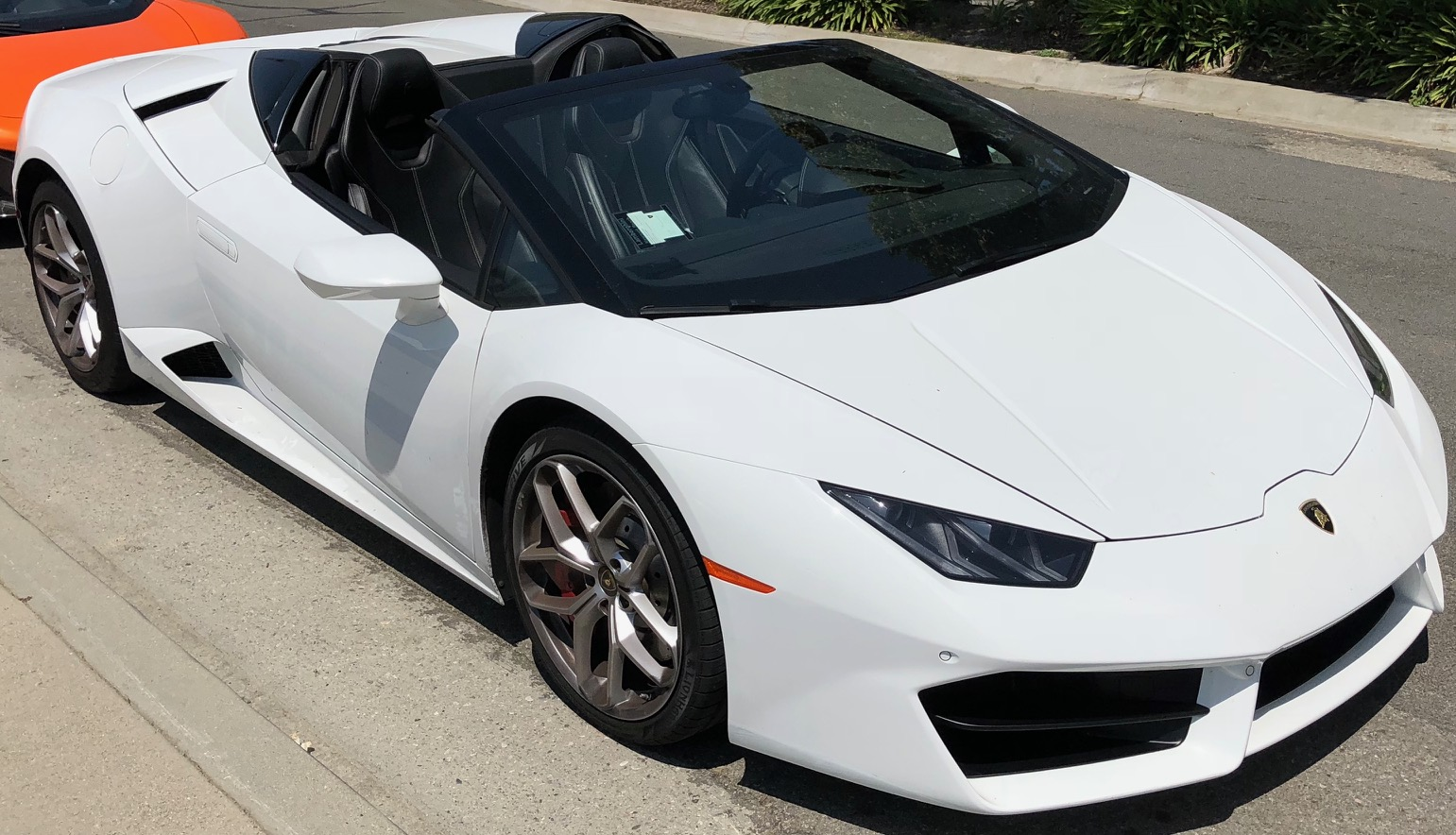
Nhìn từ phía trước Lamborghini Huracán LP610-4 Spyder
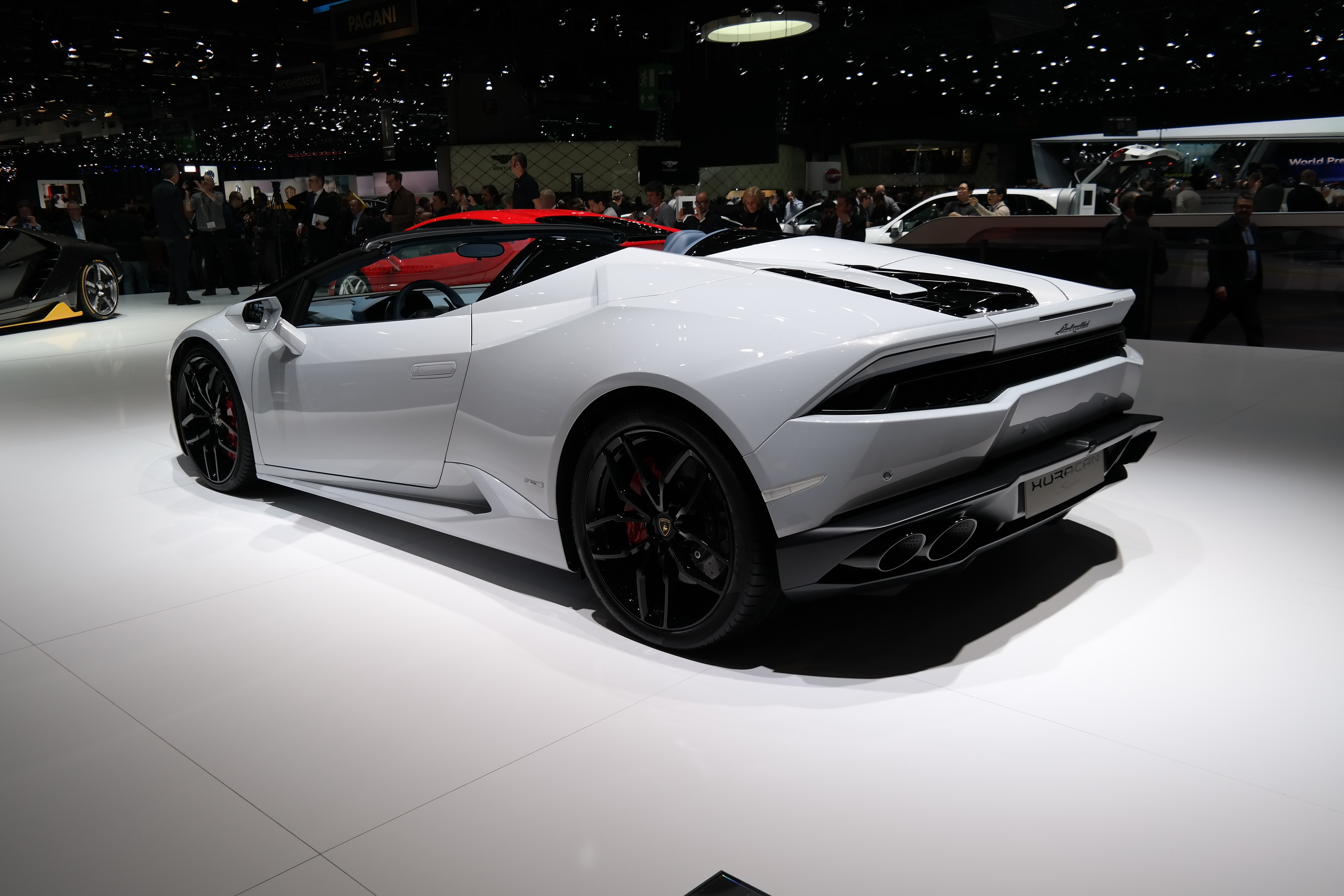
Nhìn từ phía sau Huracán LP610-4 Spyder

#### Huracán LP 580-2 (2016–2019)

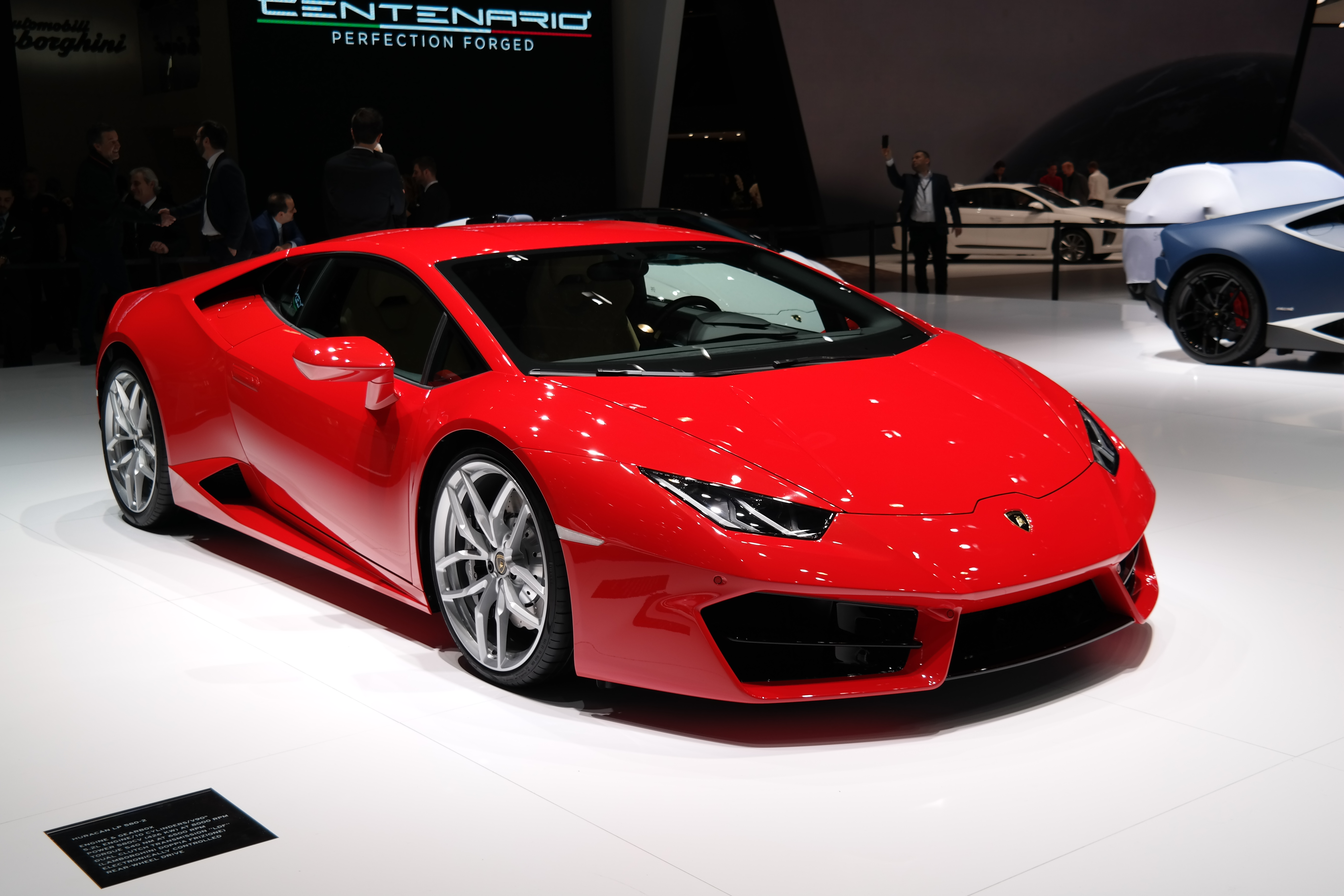
Nhìn từ phía trước Lamborghini Huracán LP 580-2
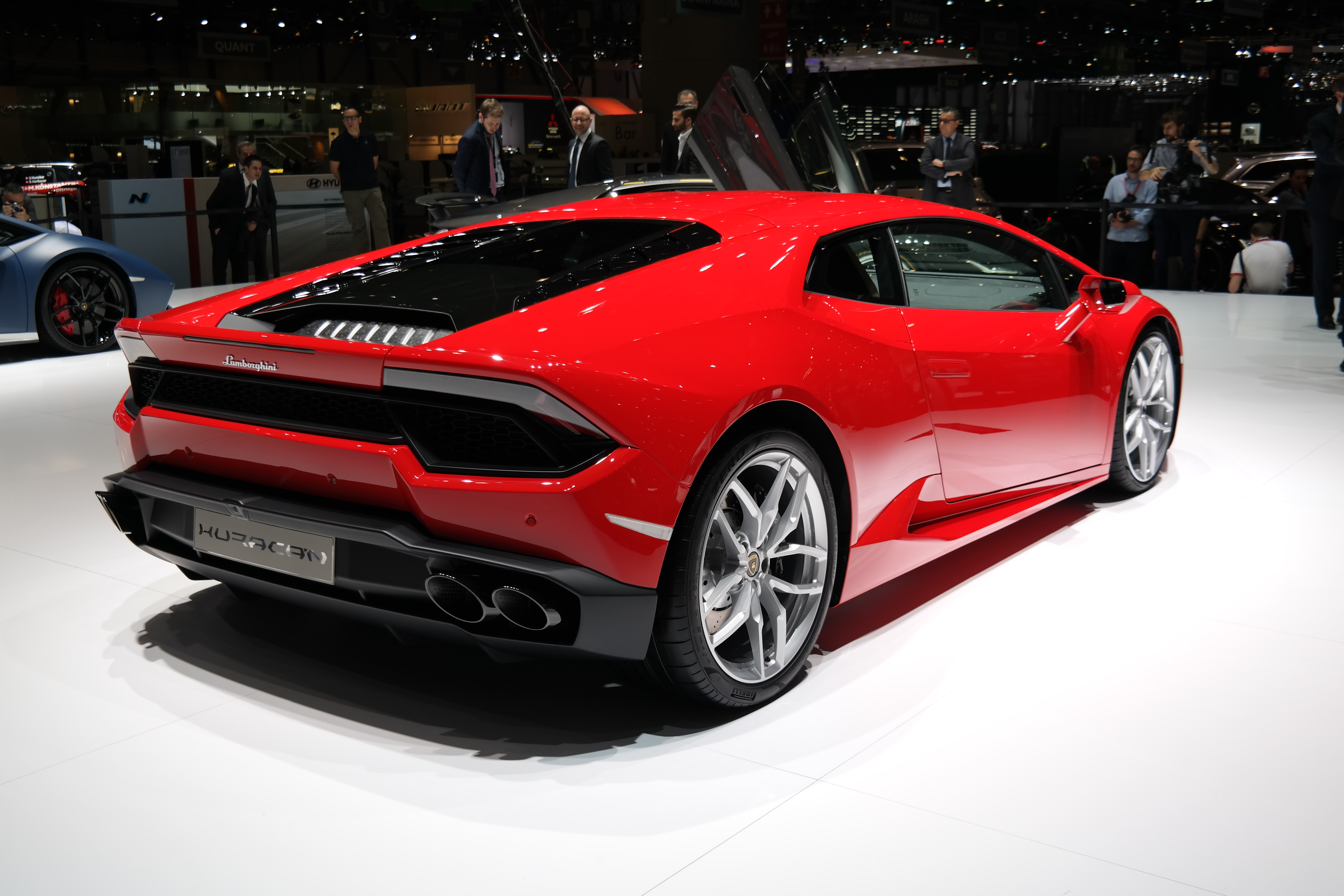
Nhìn từ phía sau Lamborghini Huracán LP 580-2

#### Huracán LP 580-2 Spyder (2016–2019)

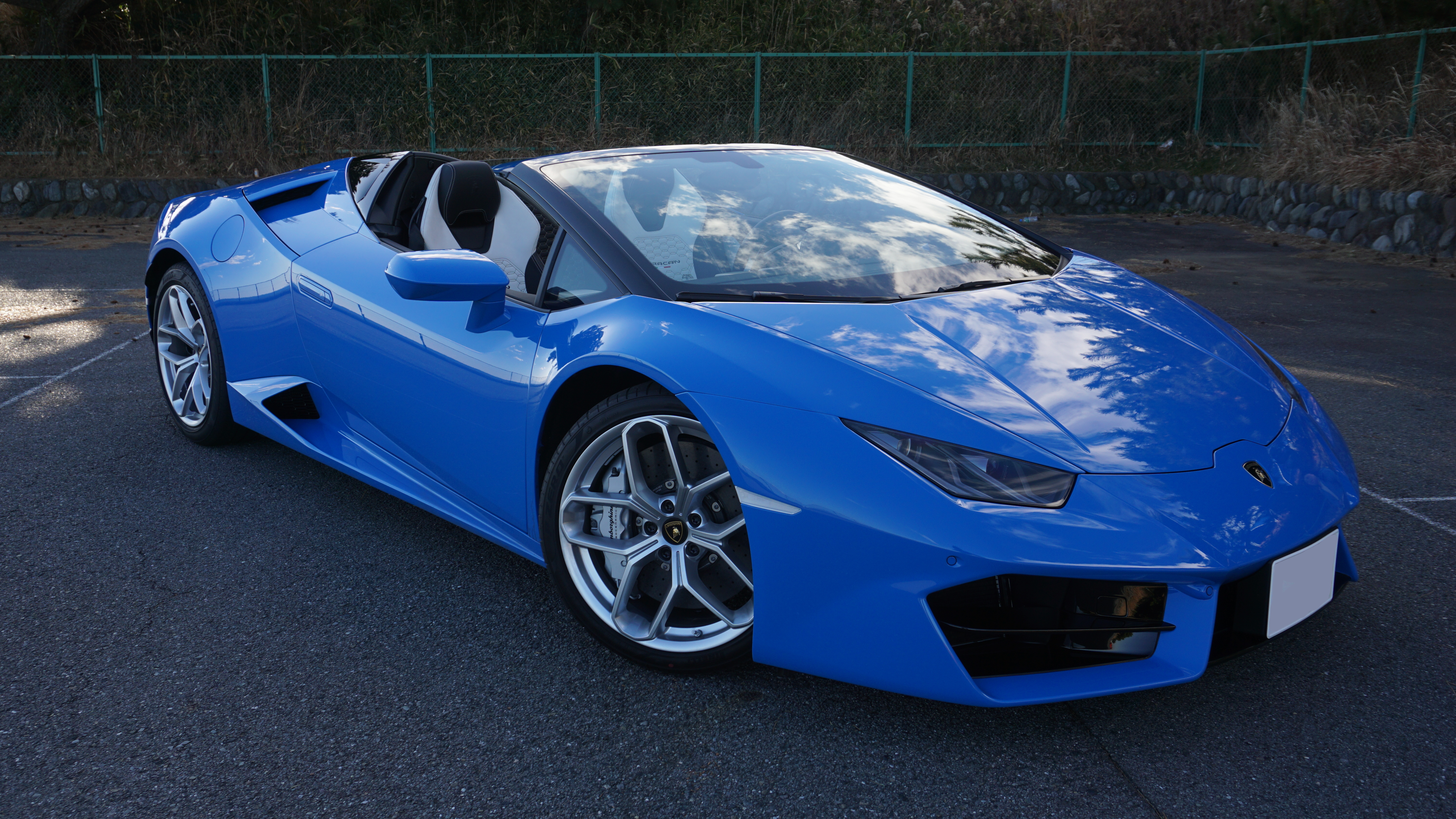
Nhìn từ phía trước Lamborghini Huracán LP 580-2 RWD Spyder
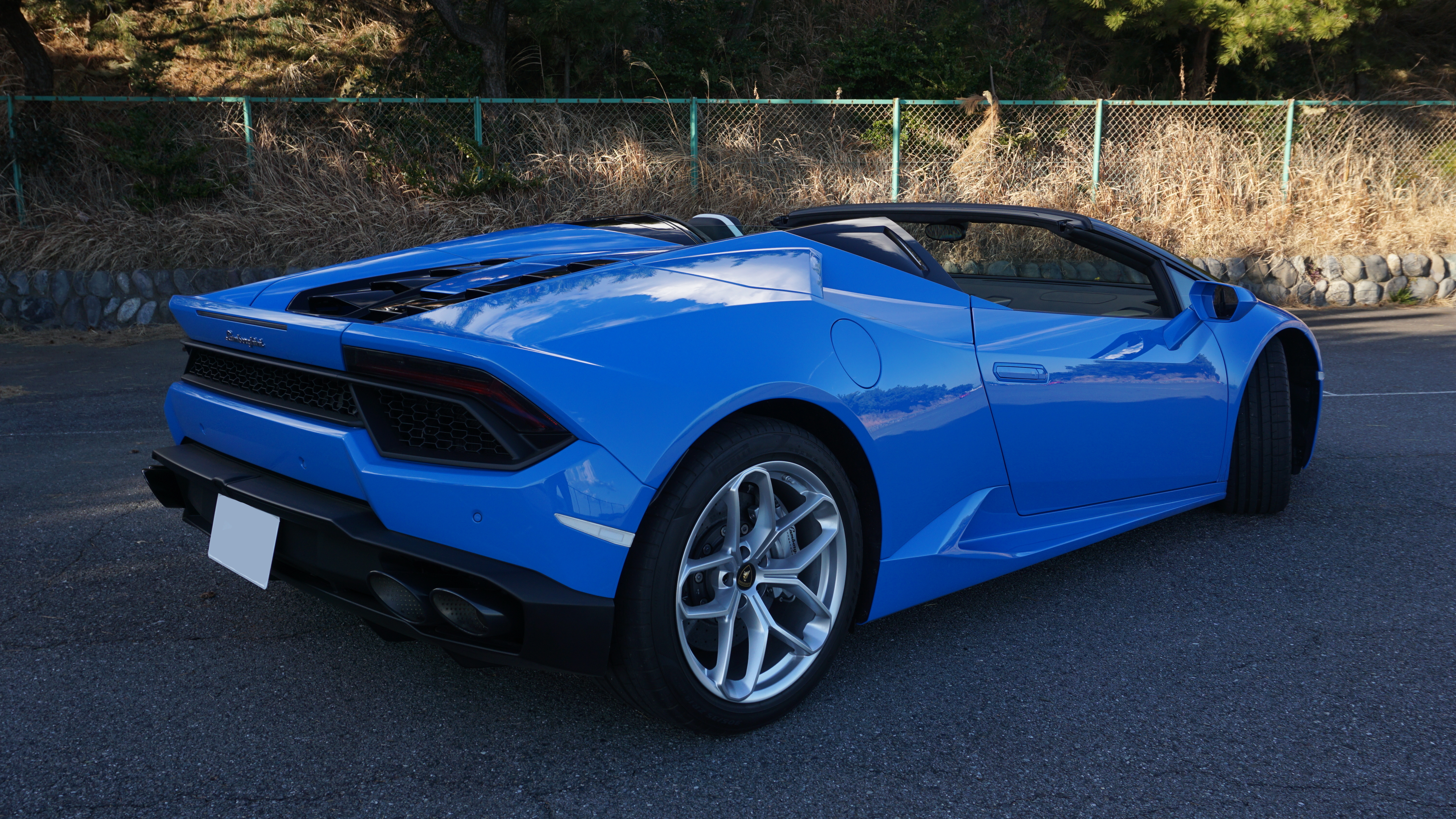
Nhìn từ phía sau Huracán LP 580-2 Spyder

#### Huracán LP 640-4 Performante (2017–2019)

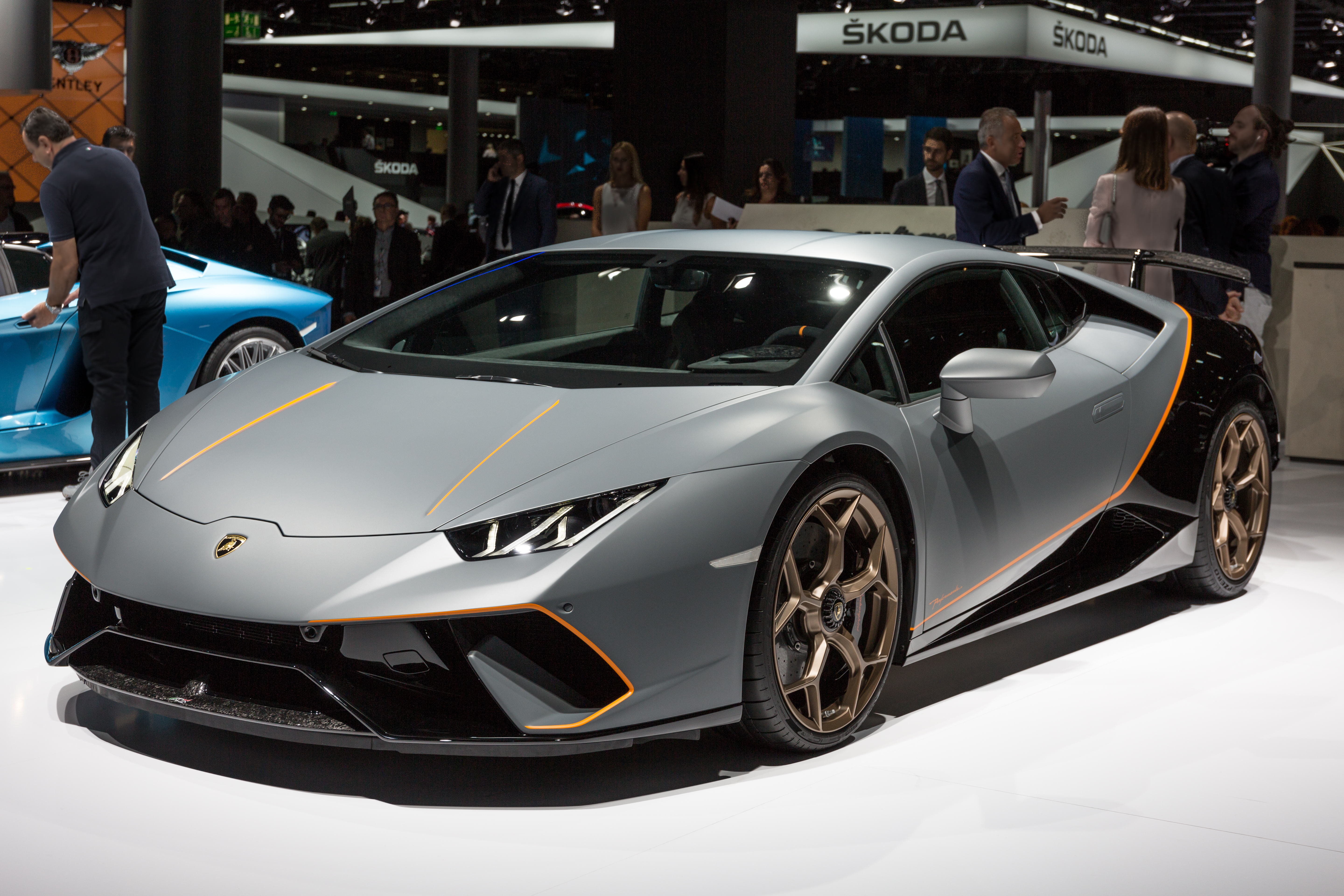
Nhìn từ phía trước Lamborghini Huracan Perfomante
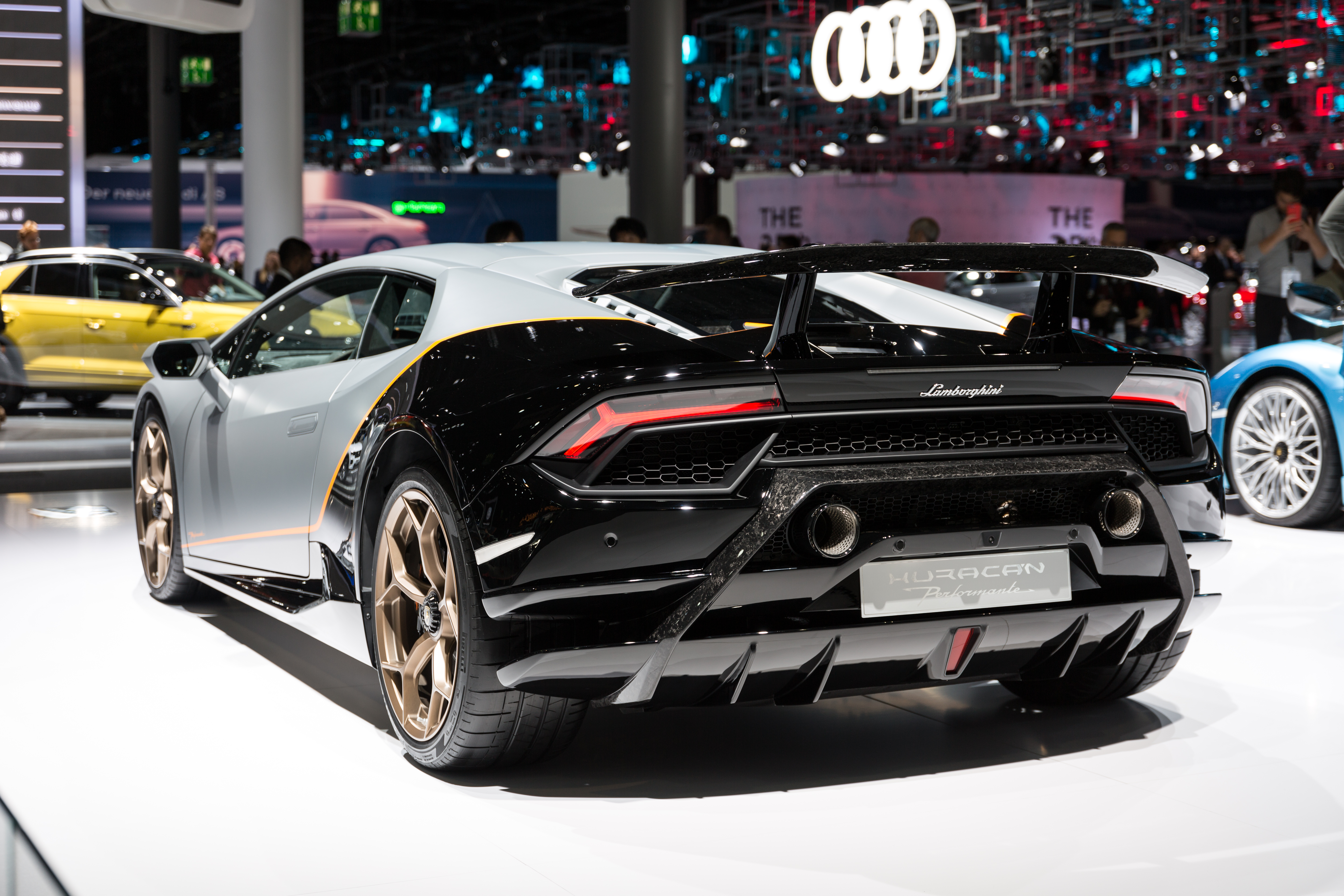
Nhìn từ phía sau Lamborghini Huracàn Preformanté

#### Huracán LP 640-4 Performanté Spyder (2018–2019)

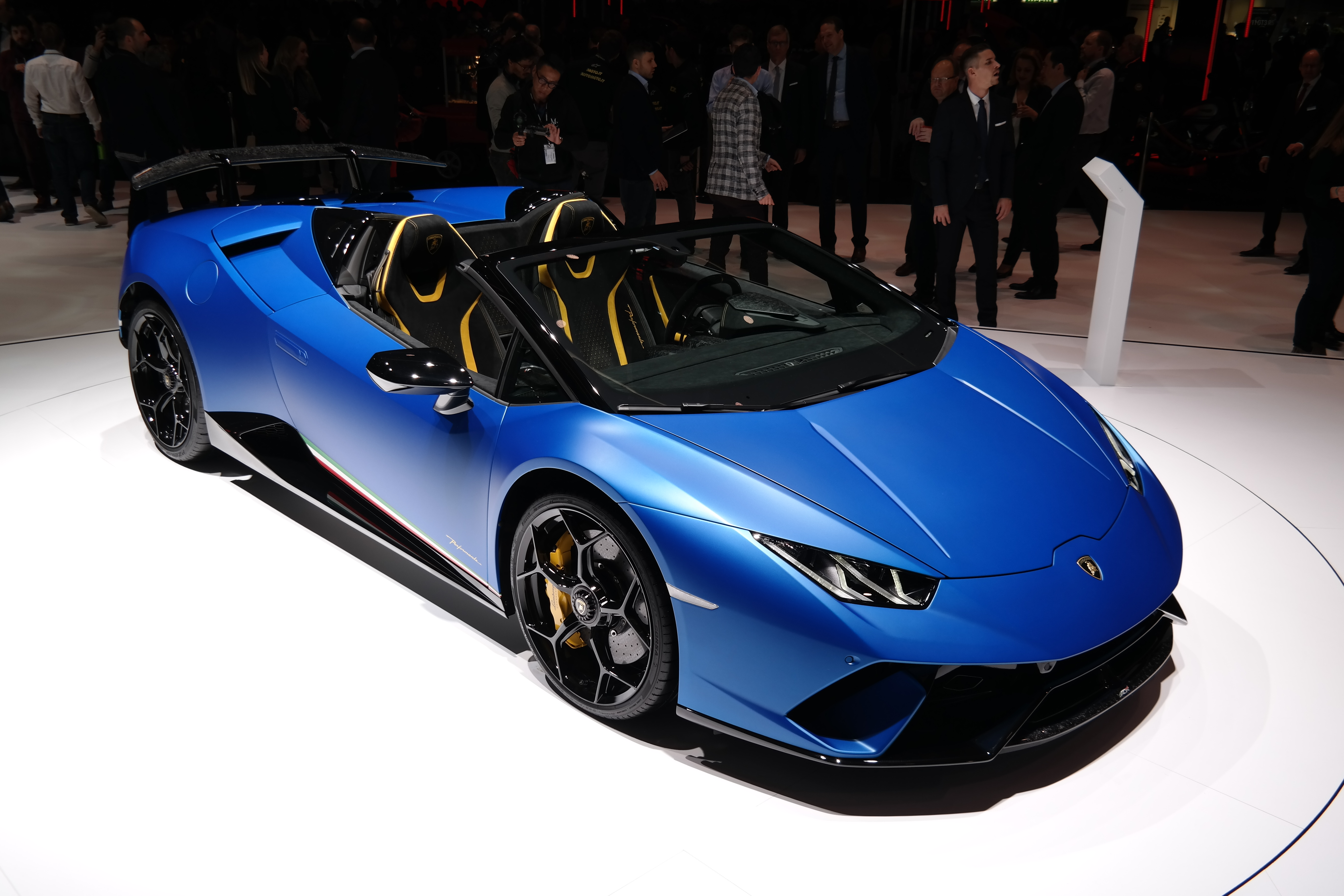
Nhìn từ phía trước Lamborghini Huracán LP 640-4 Performanté Spyder
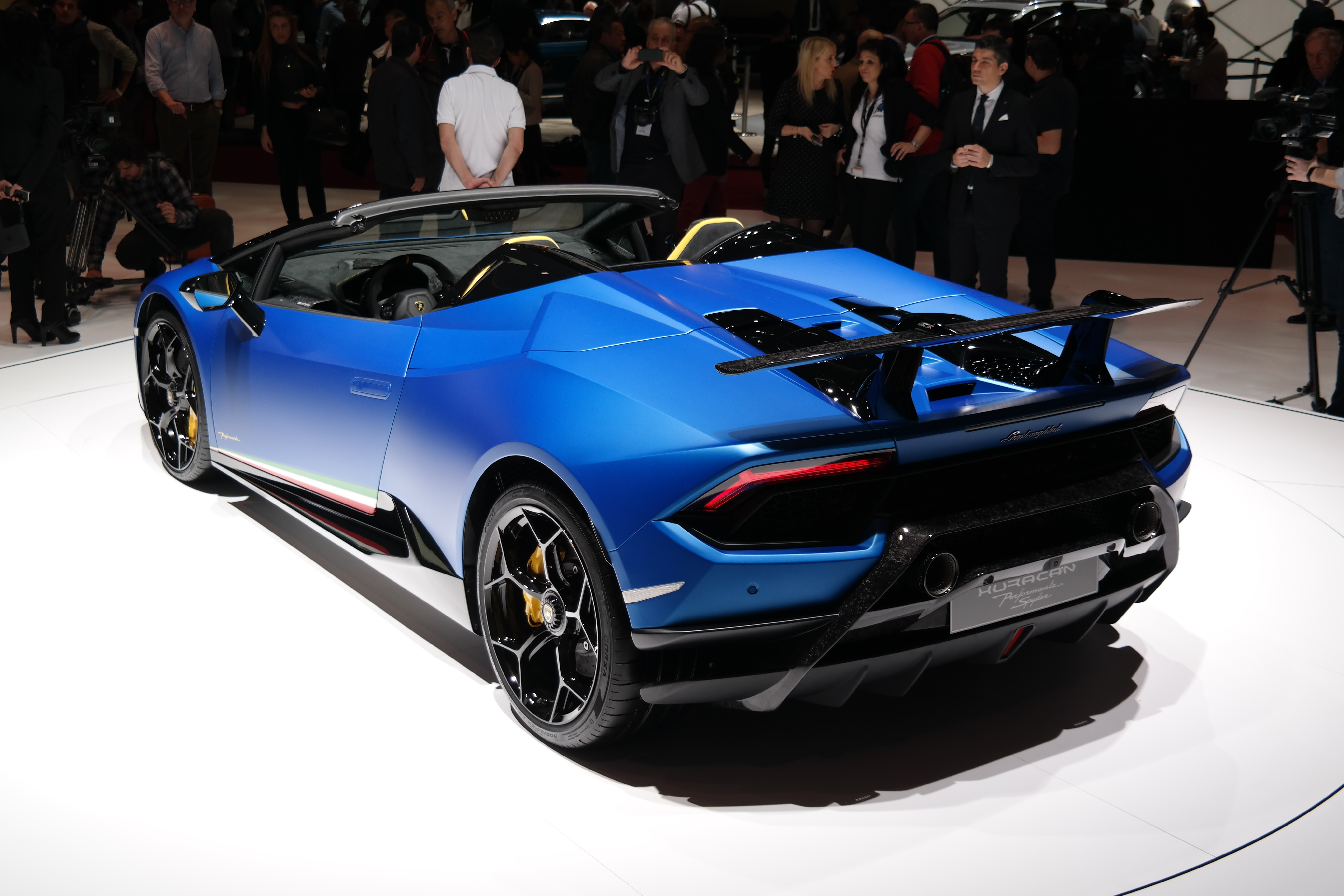
Nhìn từ phía sau Lamborghini Huracán LP 640-4 Performanté Spyder

### Huracán Evo (2019 – nay)

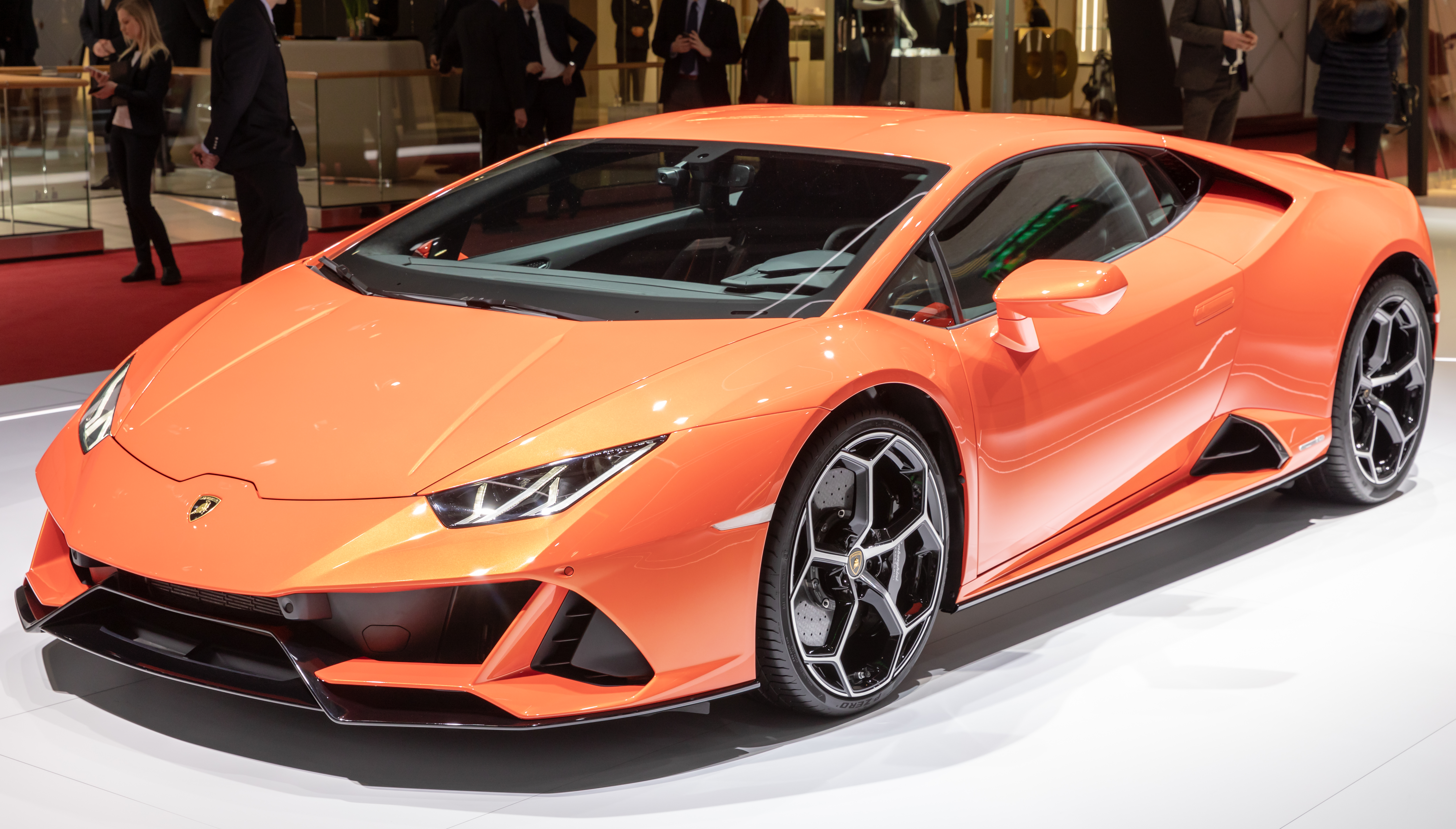
Nhìn từ phía trước Lamborghini Huracàn Evo
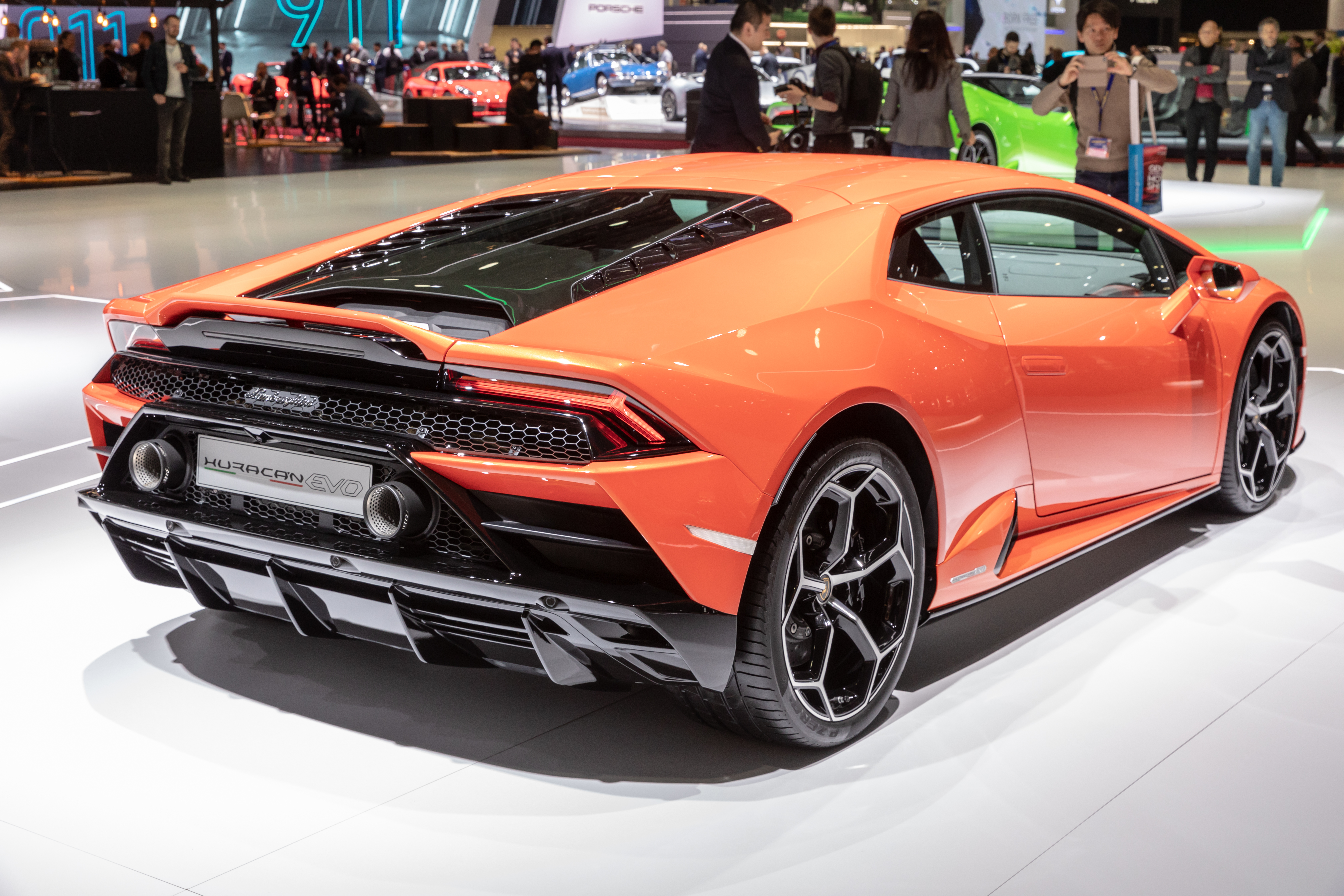
Nhìn từ phía sau Lamborghini Huracan Evo

#### Huracán Evo Spyder (2019 – nay)

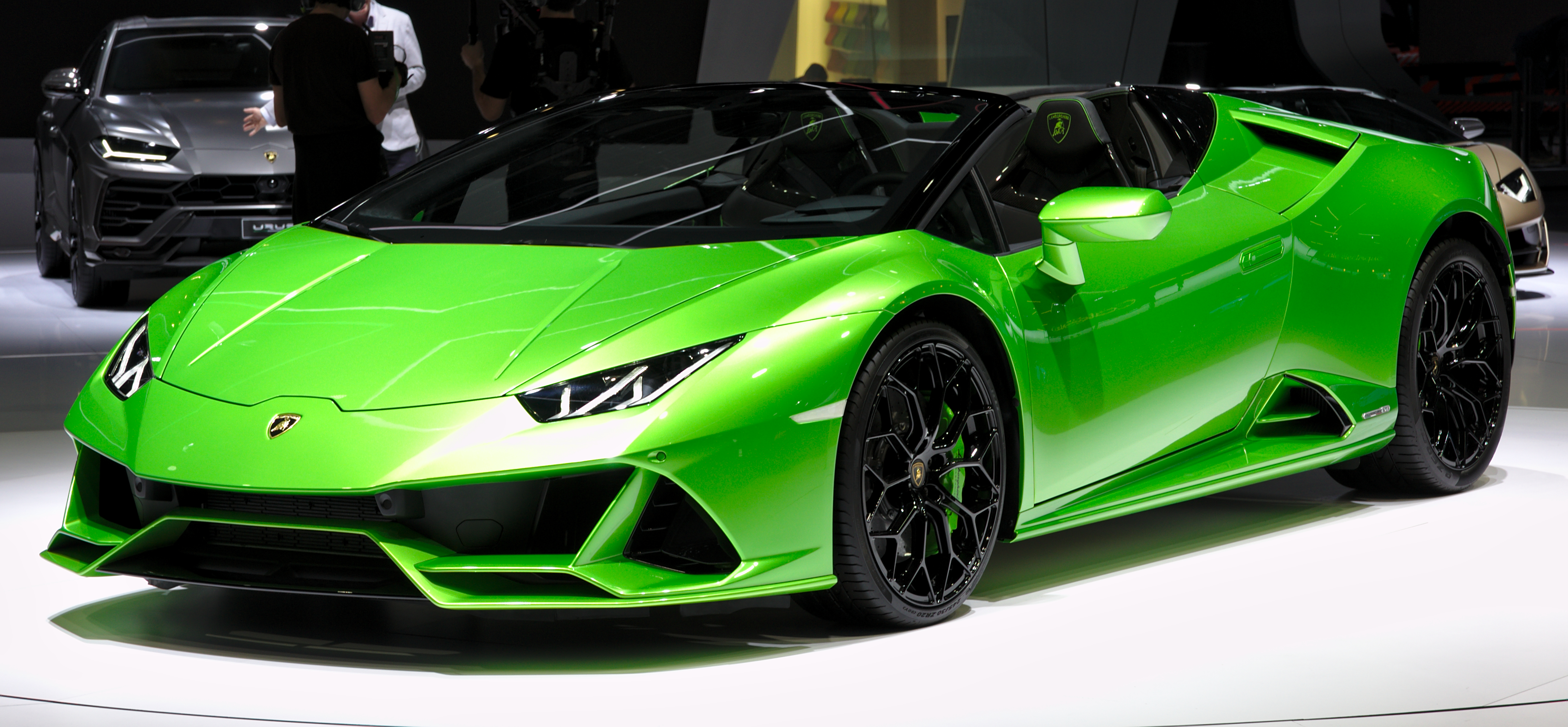
Nhìn từ phía trước Lamborghini Huracàn Evo
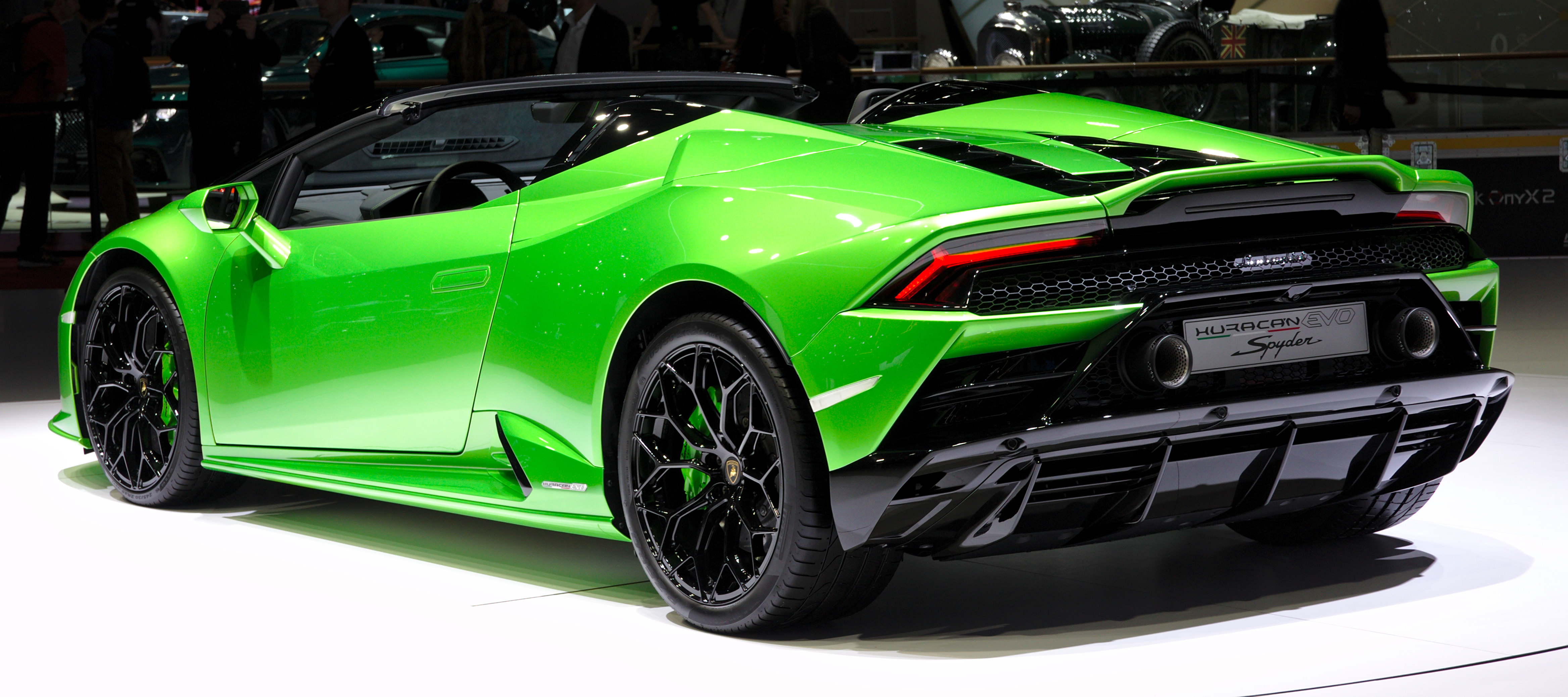
Nhìn từ phía sau Lamborghini Huracan Evo Spyder

#### Huracán STO (2021 – nay)

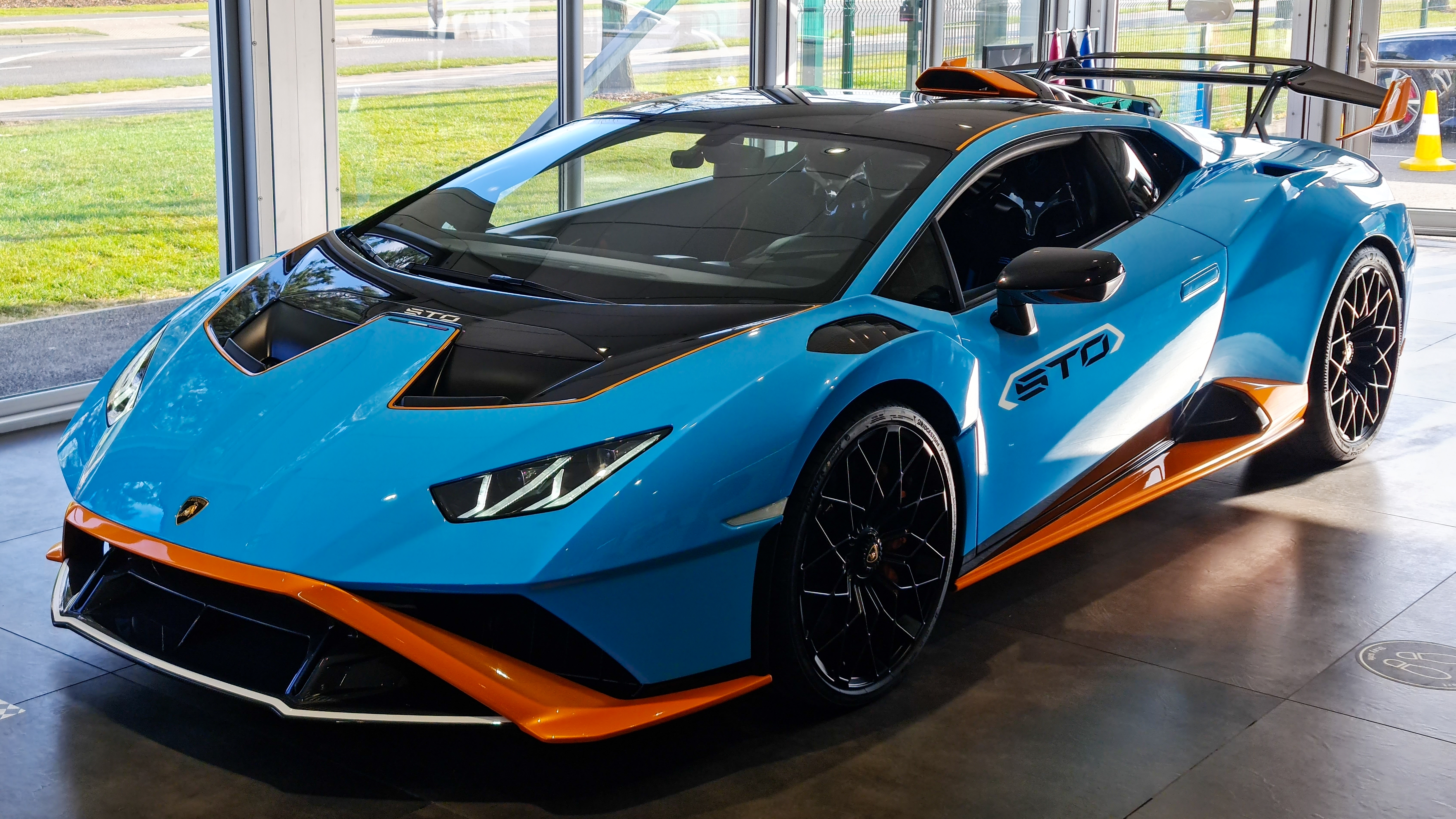
Nhìn từ phía trước Huracan STO
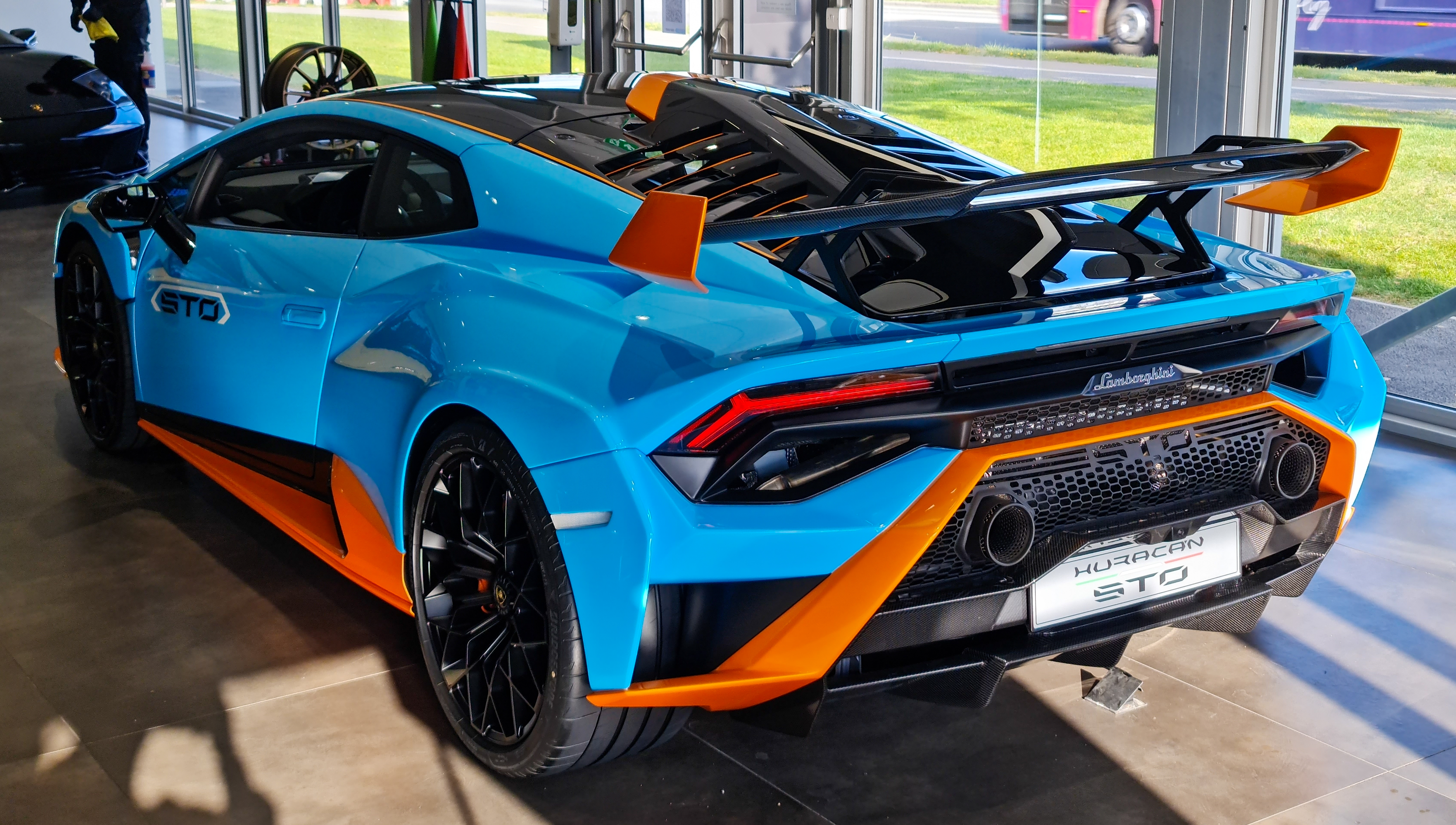
Nhìn từ phía sau Huracan STO

### Phiên bản đặc biệt

#### Huracán LP 610-4 Polizia (2014)

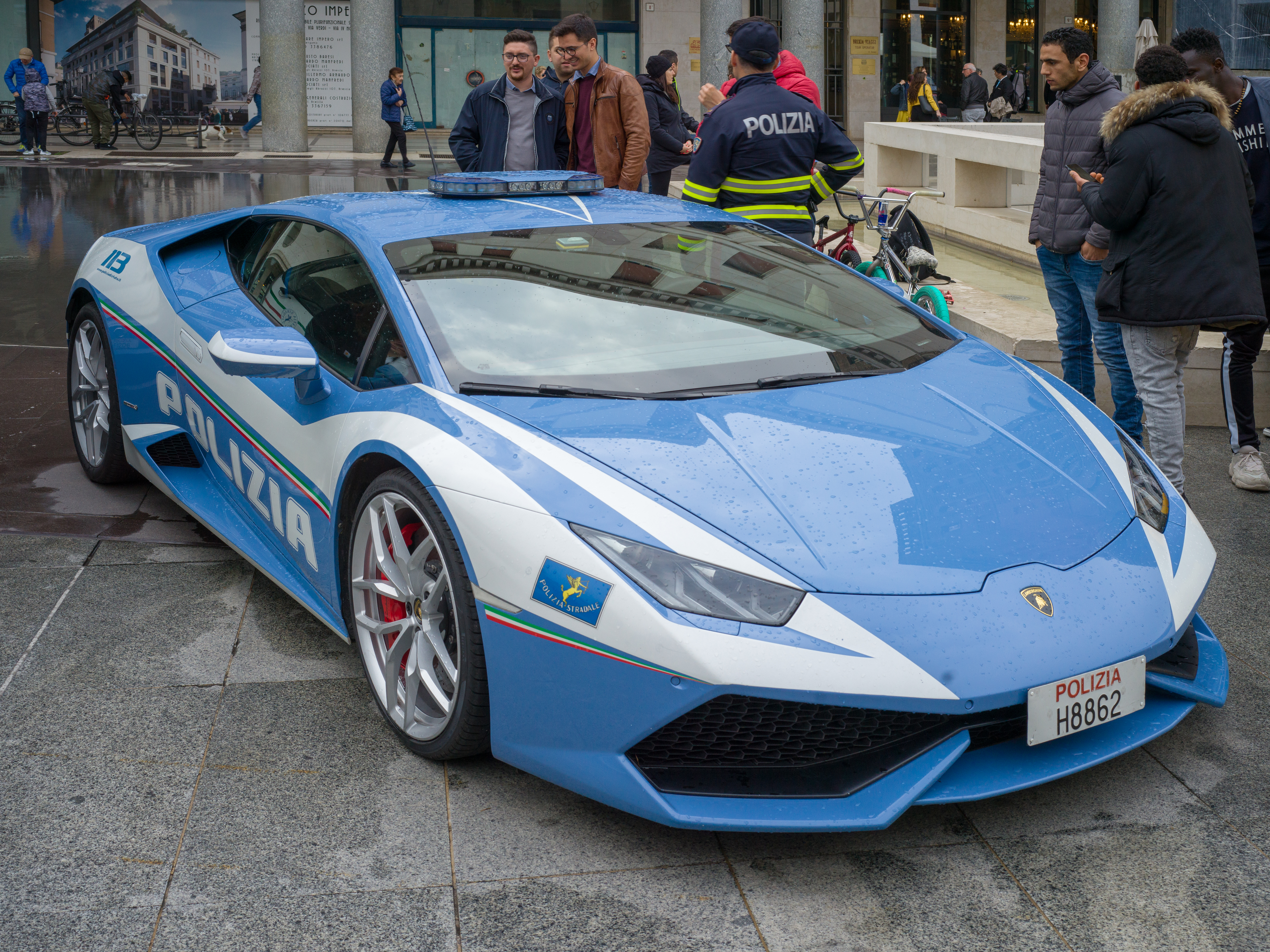
Nhìn từ phía trước Lamborghini Huracán LP 610-4 Polizia
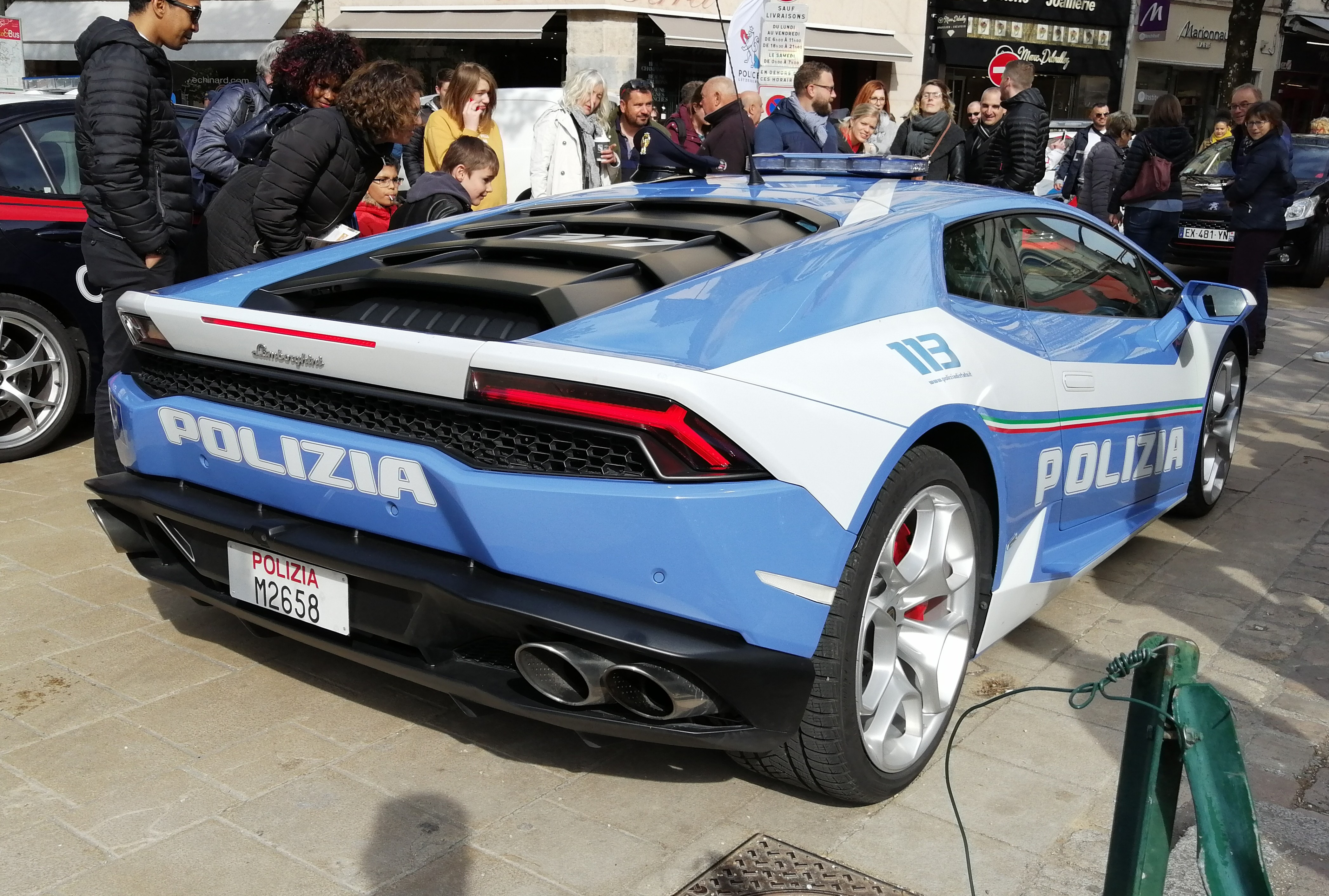
Nhìn từ phía sau Lamborghini Huracán LP 610-4 Polizia

#### Huracán LP 610-4 Avio (2016–2017)

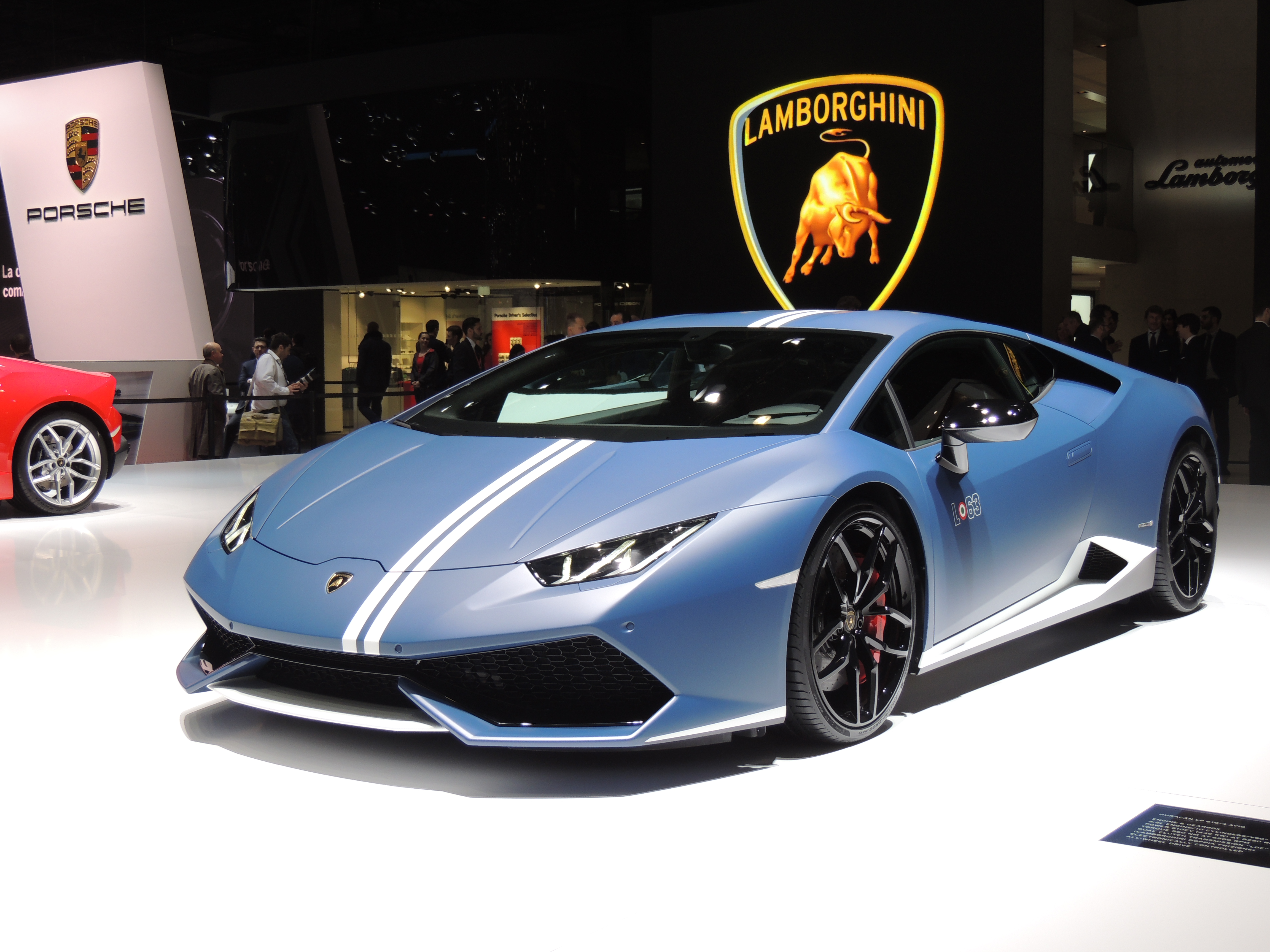
Nhìn từ phía trước Lamborghini Huracán Avio
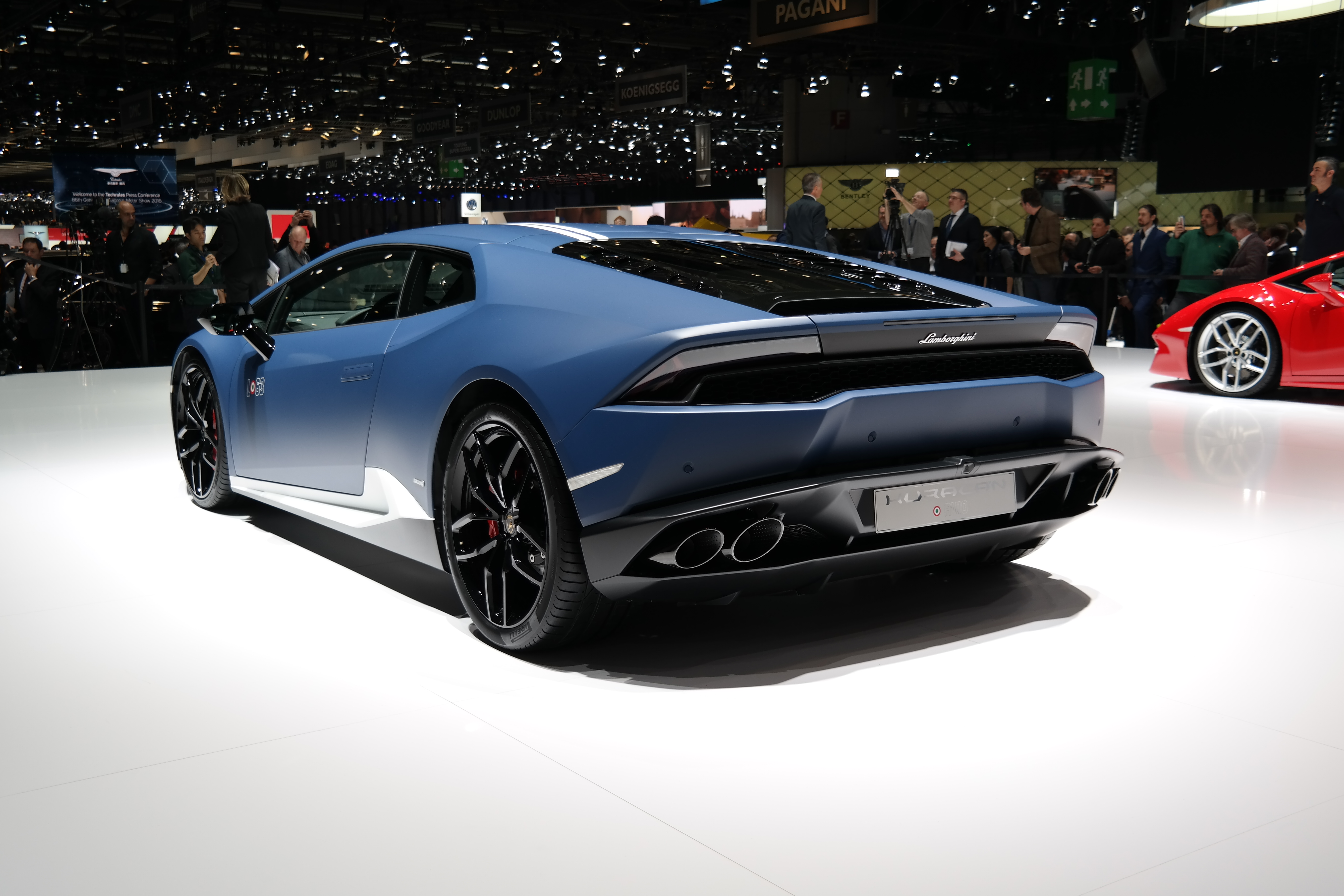
Nhìn từ phía sau Lamborghini Huracán Avio

#### Huracán LP 580-2 Pope Francis (2017)

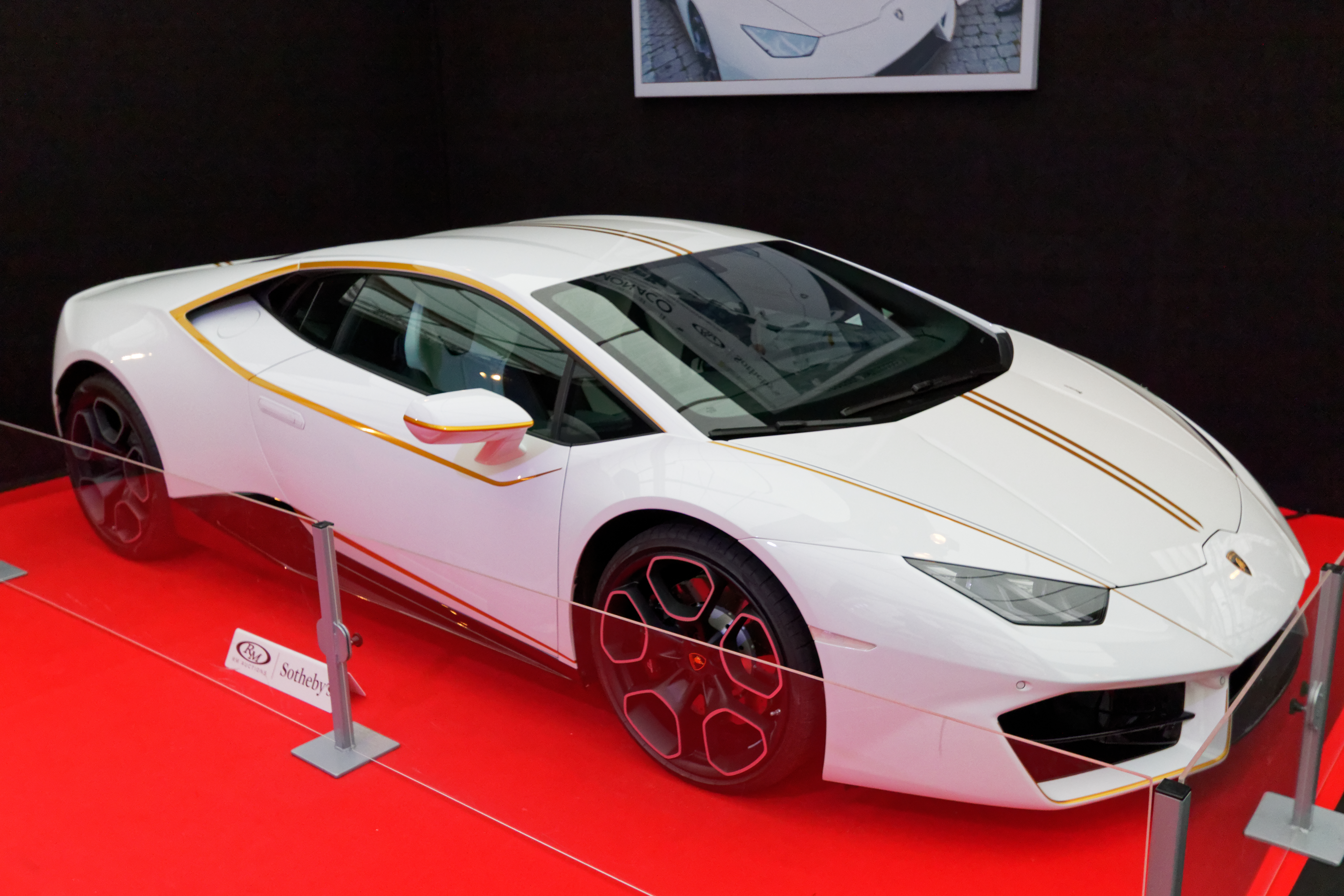
Nhìn từ phía trước Huracán LP 580-2 của Giáo hoàng Francis
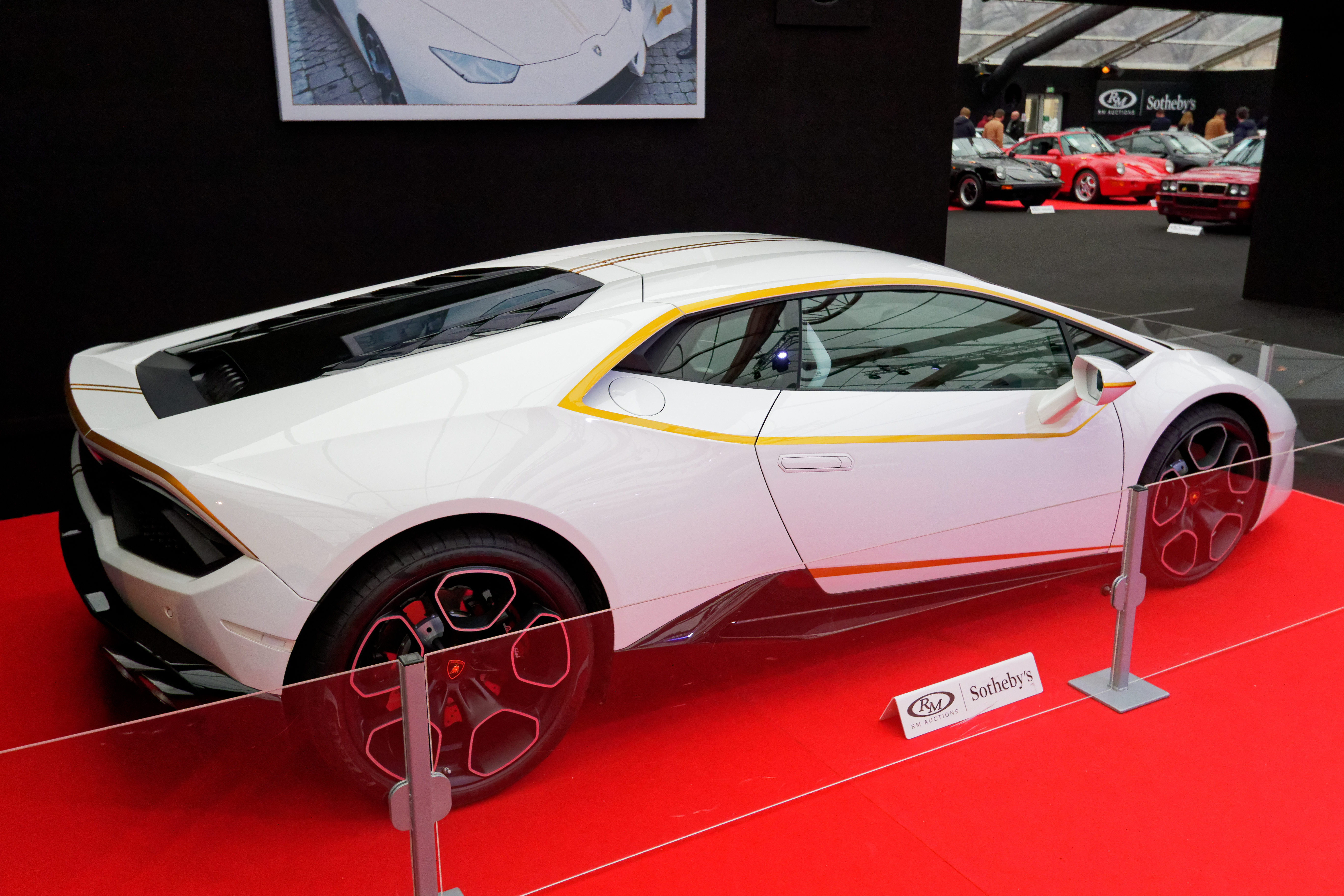
Nhìn từ phía sauHuracán LP 580-2 của Giáo hoàng Francis
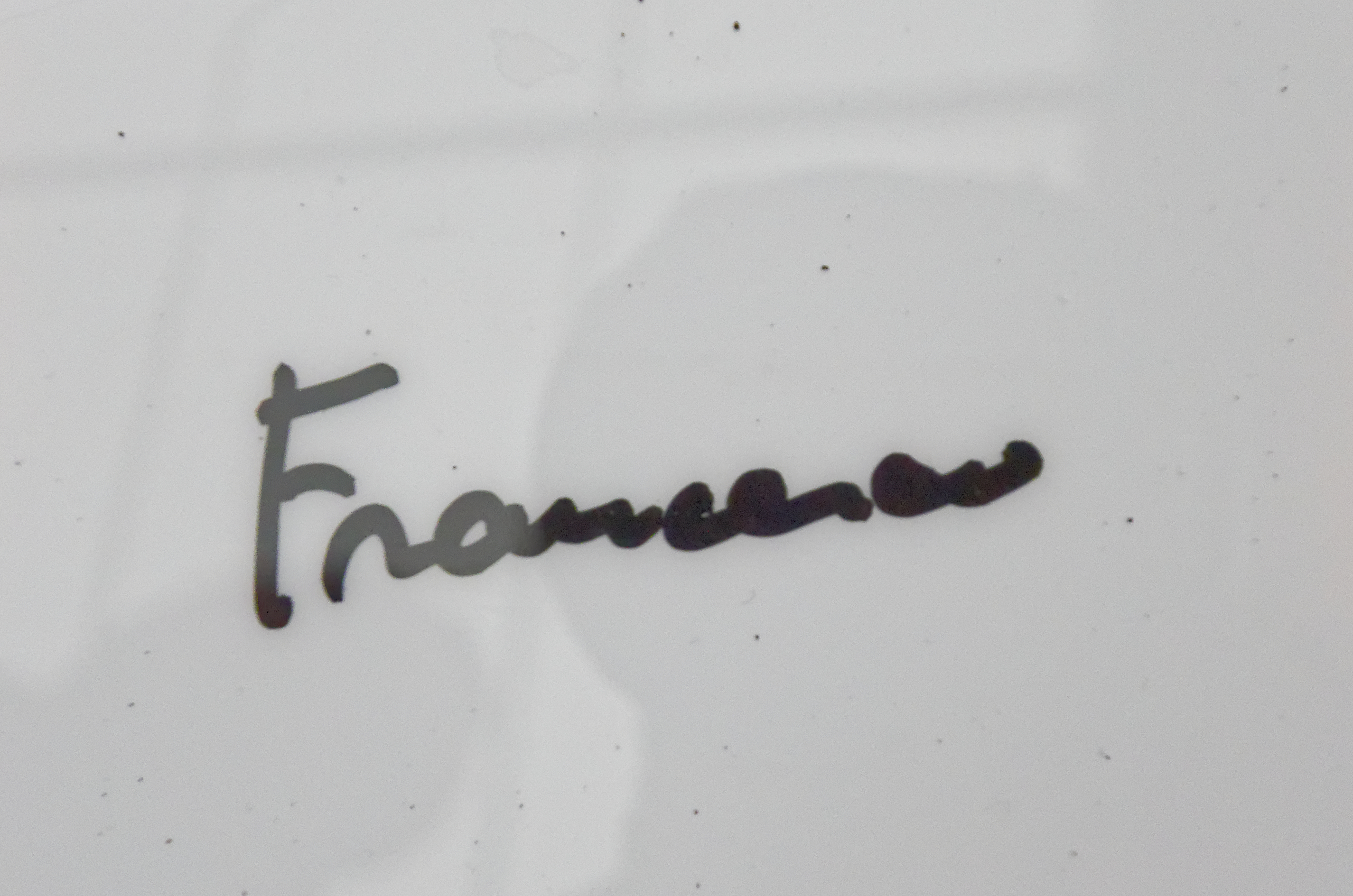
Chữ ký của Giáo hoàng hiện diện trên mui xe

#### Phiên bản kỷ niệm Huracán Evo GT

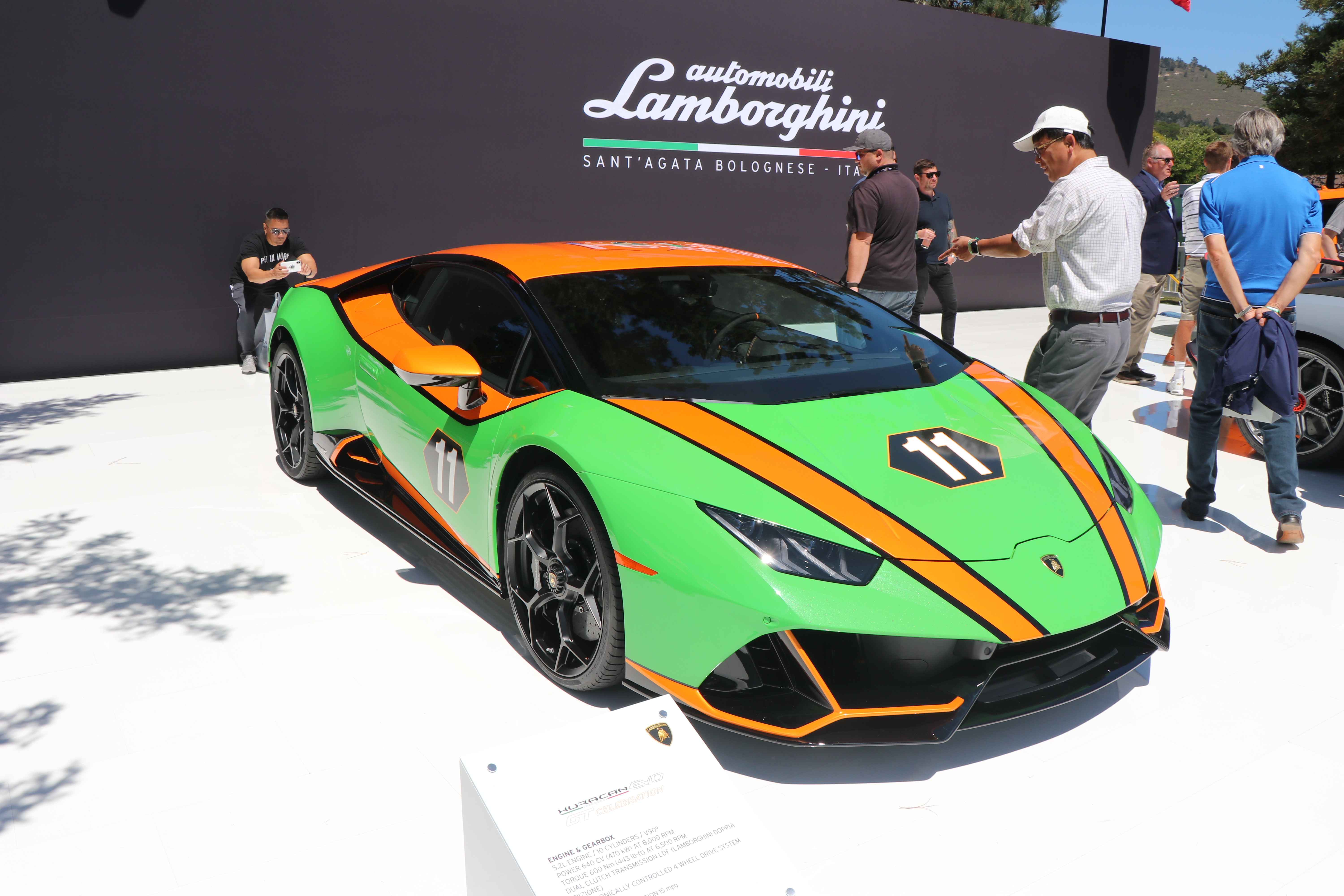
Lễ kỷ niệm Huracan Evo GT

#### Huracàn phiên bản sân bay

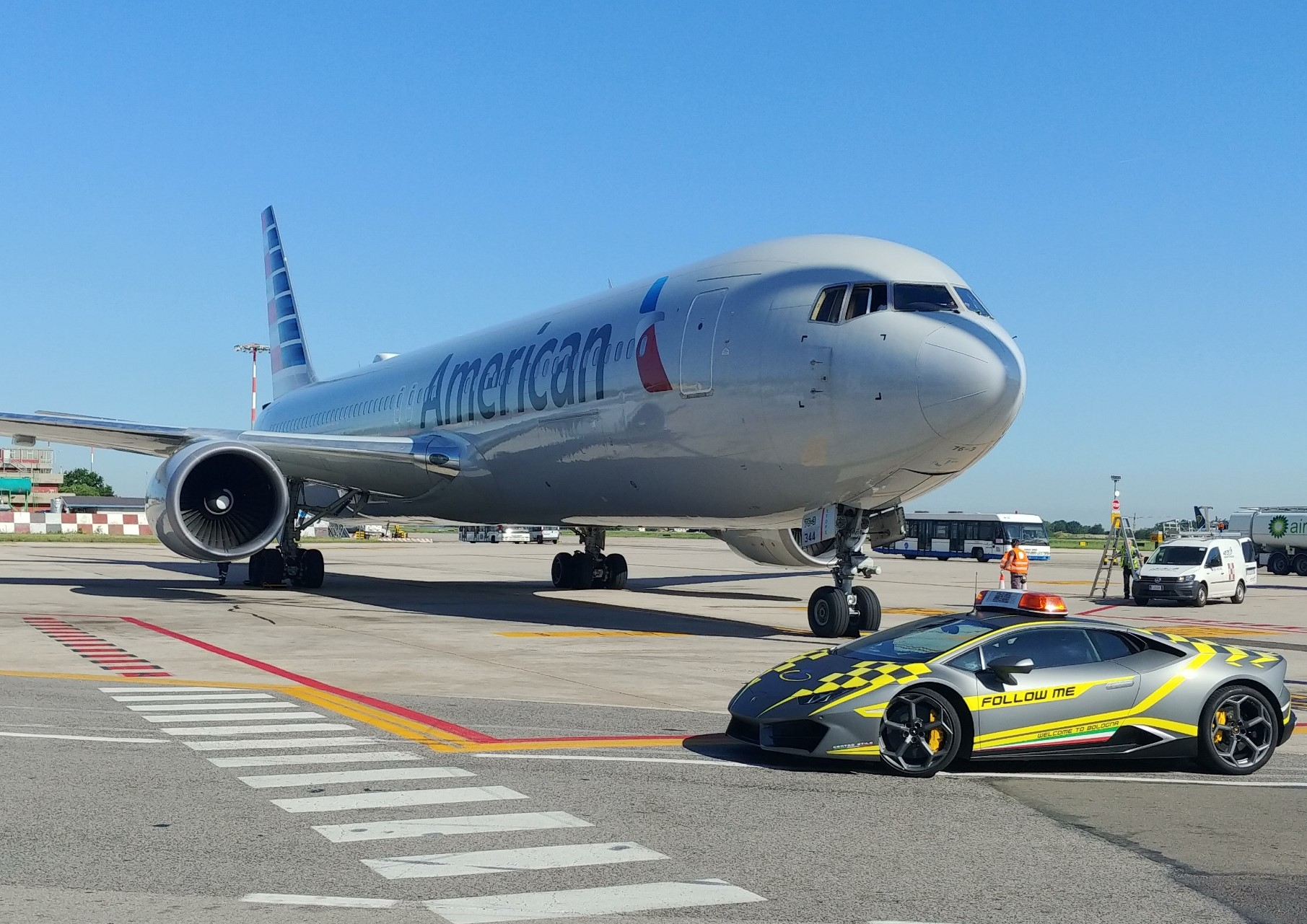
Lamborghini LP 580-2 Huracan Sân bay với máy bay Boeing 767  của American Airlines

### Xe đua thể thao

#### Huracán LP 620-2 Super Trofeo (2014-2019)

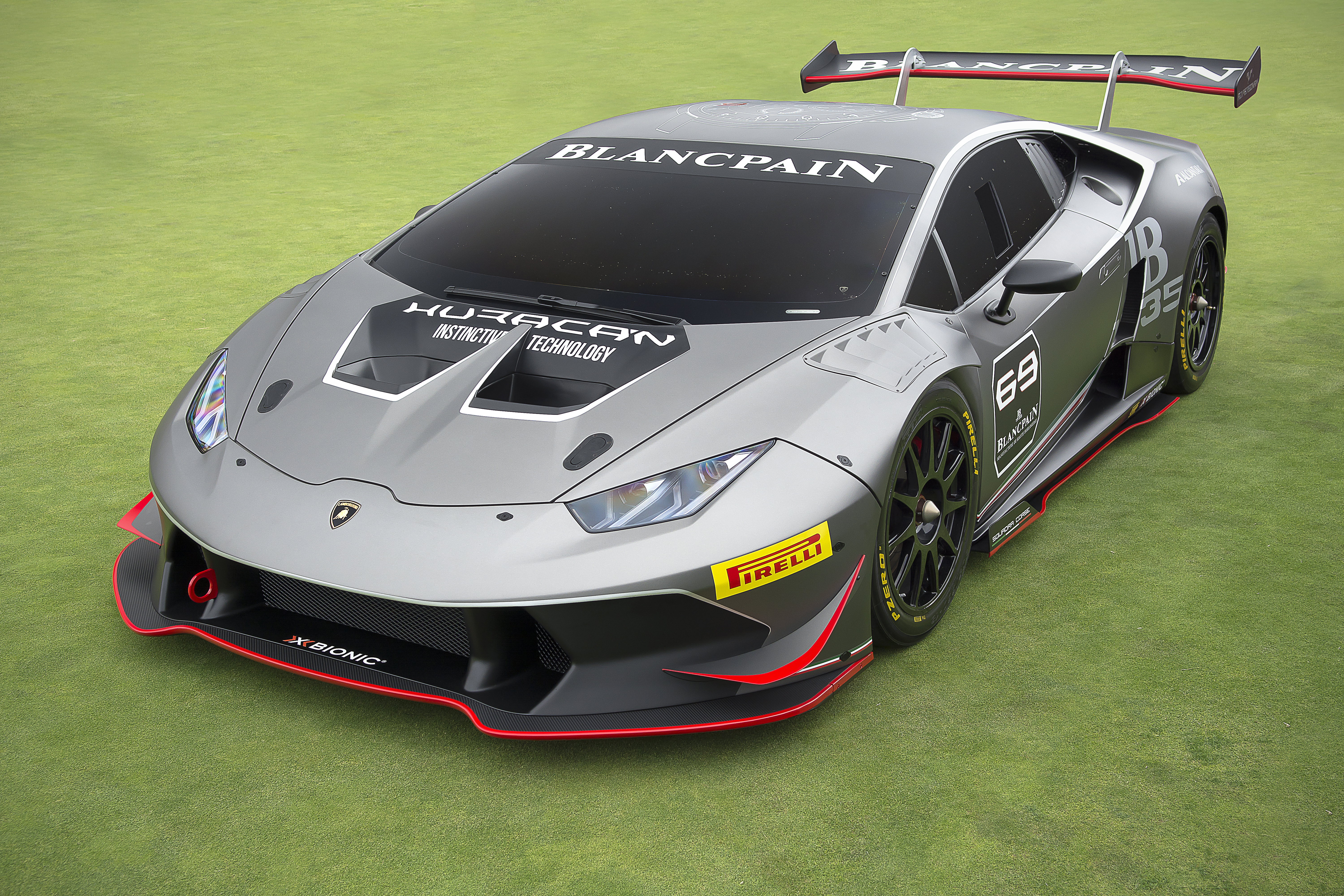
Lamborghini Huracán LP620-2 Super Trofeo

#### Huracán LP 620-2 Super Trofeo EVO (2019 – nay)

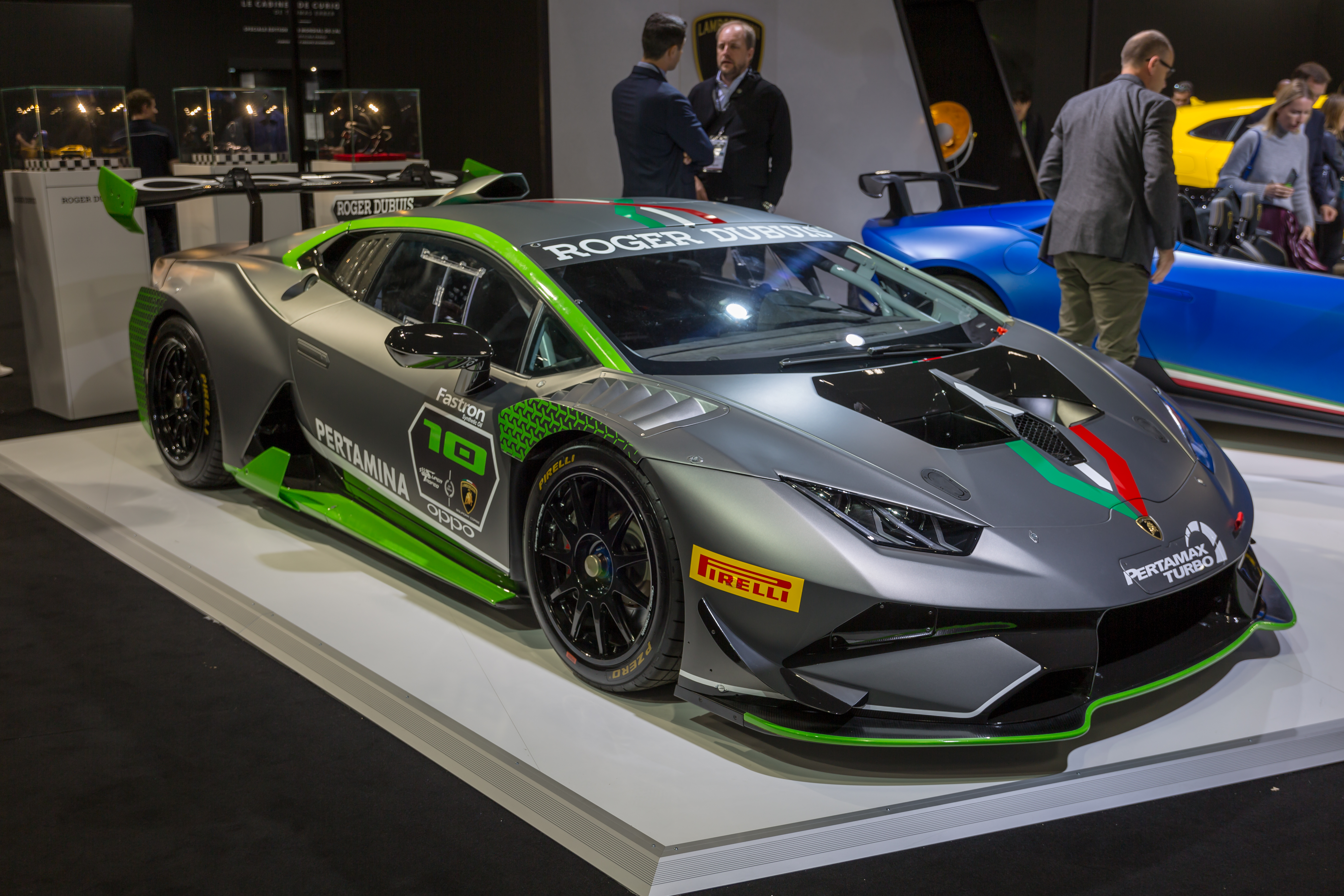
Lamborghini Huracán LP620-2 Super Trofeo EVO

#### Huracán GT3 (2015–2019)

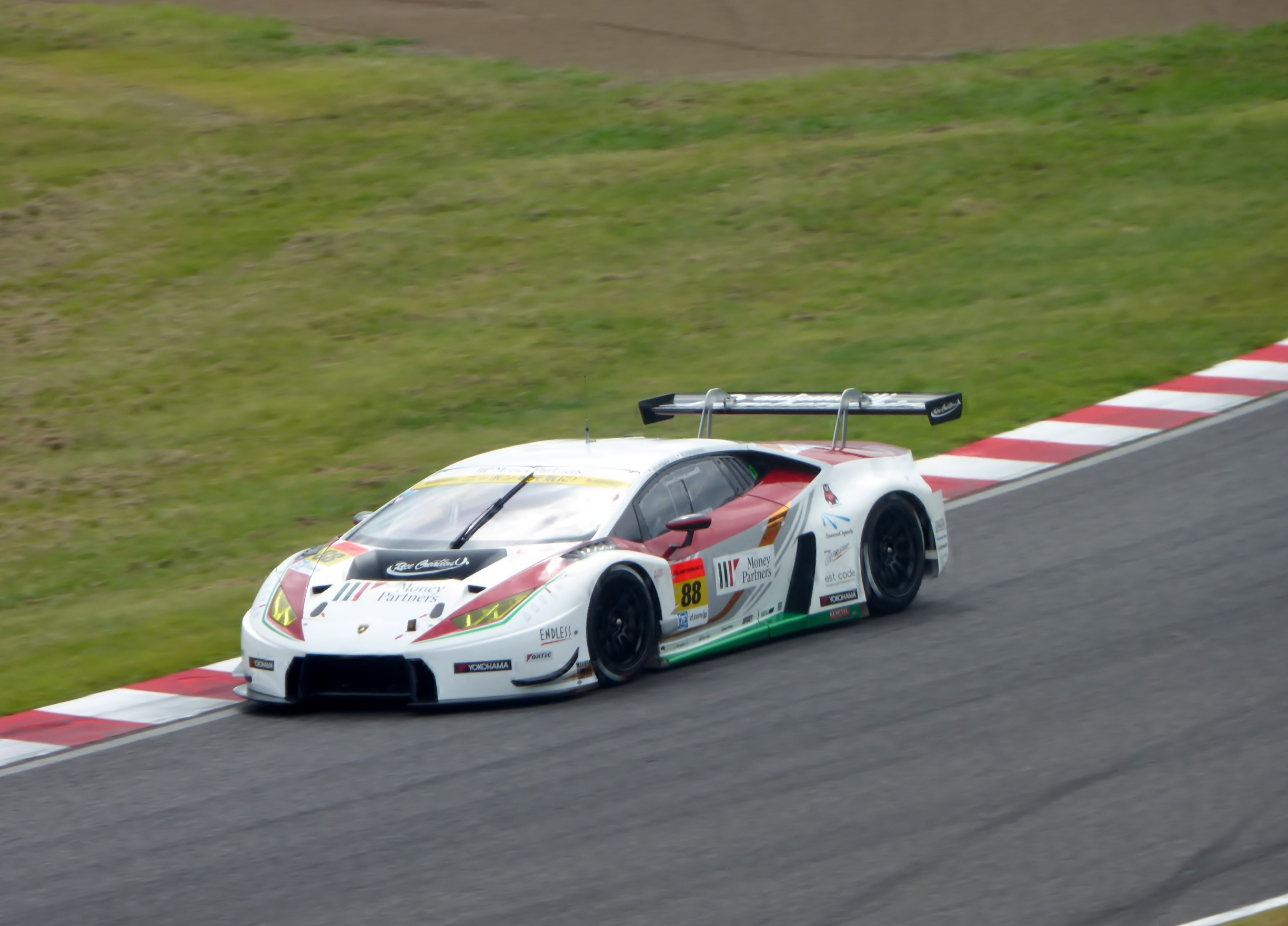
Lamborghini Huracán GT3

#### Huracán GT3 Evo (2019-nay)

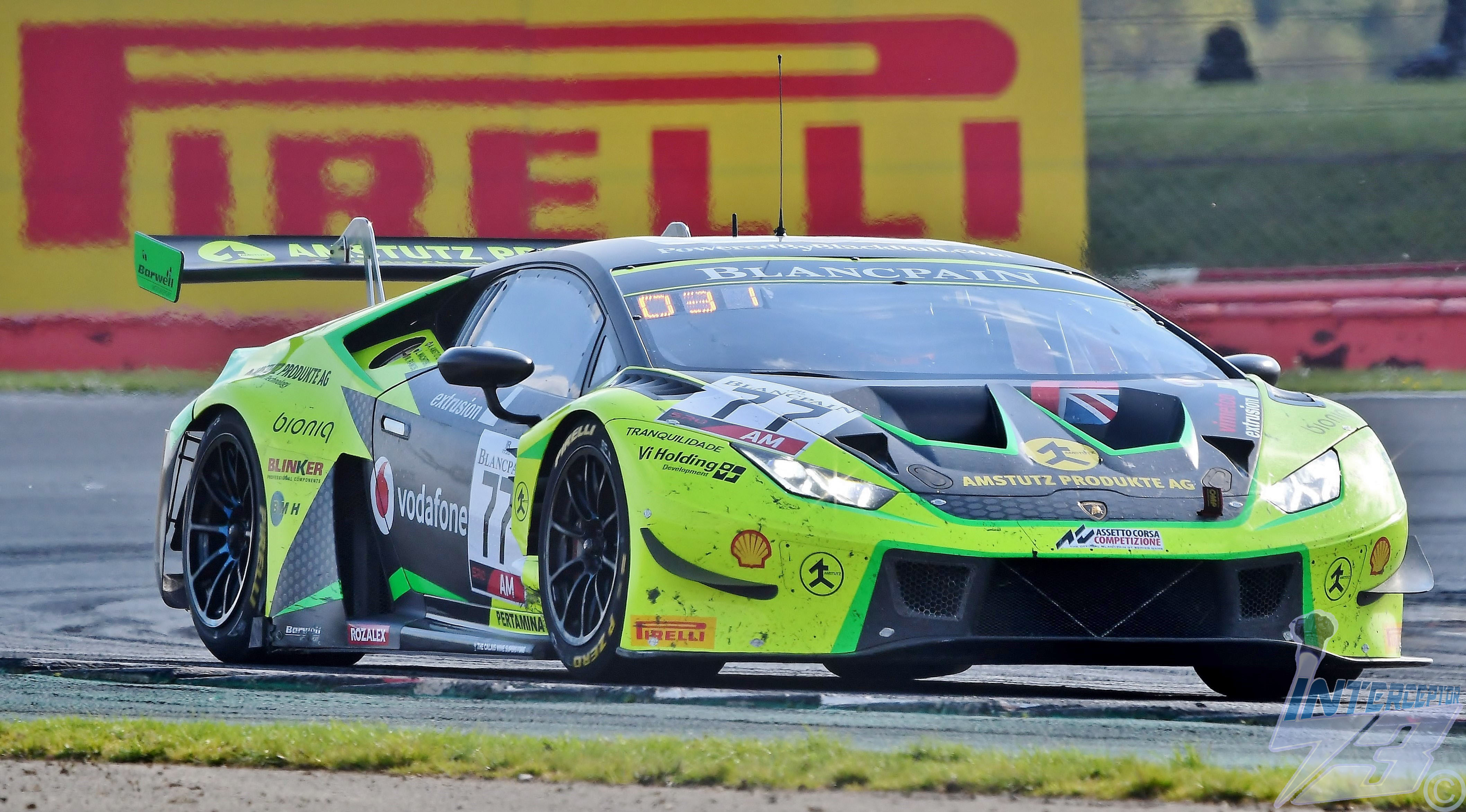
Lamborghini Huracán GT3 Evo